# دیوید فینچر
دیوید اندرو لئو فینچر (انگلیسی: David Andrew Leo Fincher؛ زادهٔ ۲۸ اوت ۱۹۶۲) فیلم‌ساز آمریکایی است. از او معمولا به عنوان یکی از بهترین و با استعدادترین فیلم‌سازان نسل خودش نام برده می‌شود. فیلم‌های فینچر که عموماً در ژانر دلهره‌آور روان‌شناختی ساخته شده‌اند جمعاً ۲٫۱ میلیارد دلار در سراسر جهان فروش کرده و چهل بار نامزد دریافت جوایز اسکار در رشته‌های مختلف شده‌اند، از جمله سه بار نامزدی در رشته جایزه اسکار بهترین کارگردانی. فینچر شخصاً تاکنون چهار بار در جوایز امی ساعات پربیننده، دو بار در جوایز گرمی و یک بار هم در جوایز فیلم بفتا و جوایز گلدن گلوب برنده جایزه شده‌است.
فینچر از سن هشت سالگی به فیلم‌سازی علاقه‌مند شد. در سال ۱۹۸۶ و زمانی که تنها ۲۴ سال سن داشت، شرکت پروپاگاندا فیلمز را تأسیس کرد که در زمینه تولید نماهنگ و سپس آثار سینمایی فعالیت می‌کرد. او نماهنگ‌های متعددی را کارگردانی کرد که از معروف‌ترین آن‌ها می‌توان به «خودت را بیان کن» (۱۹۸۹) و «وگ» (۱۹۹۰) اشاره کرد که هردو اثر مدونا هستند. فینچر برای ساخت این دو اثر برنده جایزه ام‌تی‌وی برای بهترین کارگردانی موزیک ویدئو شد. او همچنین برای ساخت دو نماهنگ «عشق قدرتمند است» اثر رولینگ استونز در سال ۱۹۹۴ و «کت‌شلوار و کراوات» اثر جاستین تیمبرلیک و جی-زی در سال ۲۰۱۳ موفق شد جایزه گرمی بهترین نماهنگ را به خود اختصاص دهد. فینچر یک بار هم برای ساخت نماهنگ «آه پدر» از مدونا برای این جایزه نامزد شده بود.
فینچر کارگردانی در سینما را با ساخت فیلم بیگانه ۳ (۱۹۹۲) آغاز کرد. او برای ساخت آثاری همچون هفت (۱۹۹۵)، بازی (۱۹۹۷)، باشگاه مشت‌زنی (۱۹۹۹)، اتاق وحشت (۲۰۰۲) و زودیاک (۲۰۰۷) مورد توجه منتقدان و تماشاگران قرار گرفت. فینچر برای کارگردانی فیلم مورد عجیب بنجامین باتن (۲۰۰۸) برای نخستین‌بار نامزد جایزه اسکار کارگردانی شد و این افتخار را دو بار دیگر و برای فیلم‌های شبکهٔ اجتماعی (۲۰۱۰) و منک (۲۰۲۰) نیز تکرار کرد. دختری با خالکوبی اژدها (۲۰۱۱) و دختر گم‌شده (۲۰۱۴) از دیگر آثار او هستند.
فینچر در زمینه ساخت آثار تلویزیونی نیز فعالیت قابل توجهی دارد. او تا به حال برای شرکت نتفلیکس چندین سریال تهیه و کارگردانی کرده‌است؛ از جمله مجموعه‌های اینترنتی خانهٔ پوشالی (۲۰۱۸–۲۰۱۳) و شکارچی ذهن (۲۰۱۹–۲۰۱۷) که هردو مورد تحسین منتقدان قرار گرفتند. فینچر برای کارگردانی نخستین اپیزود از سریال خانهٔ پوشالی برنده جایزه امی بهترین کارگردانی شد. او همچنین در کنار تیم میلر یکی از تهیه‌کنندگان و سازندگان مجموعهٔ پویانمایی عشق، مرگ و ربات‌ها است که از سال ۲۰۱۹ در حال پخش است. فینچر همچنین مجموعه مستند تماشا (۲۰۲۱) را نیز برای نتفلیکس تهیه کرده‌است.

## کودکی و نوجوانی
دیوید اندرو لئو فینچر در تاریخ ۲۸ اوت ۱۹۶۲ و در شهر دنور ایالت کلرادو به دنیا آمد. مادرش کلر می پرستار سلامت روان در داکوتای جنوبی بود که در زمینه مبارزه با اعتیاد فعالیت می‌کرد. پدرش جک نیز نویسنده‌ای اهل اکلاهما بود که به‌عنوان خبرنگار و رئیس دفتر در مجلهٔ لایف کار می‌کرد. زمانی که فینچر دو سال داشت، به‌همراه خانواده به شهر سن آنسلمو مهاجرت کردند، جایی که درست در خانه مقابل آن‌ها، جرج لوکاس زندگی می‌کرد. فینچر از سن هشت سالگی شیفتهٔ فیلم‌سازی شد و در دوران کودکی خود فیلم‌های ۸ میلی‌متری می‌ساخت. فینچر در مصاحبه‌ای که سال ۲۰۱۲ انجام داد، دوران آشنایی خود با سینما را اینگونه توصیف کرد: «هشت سال سن داشتم که مستند پشت‌صحنه بوچ کسیدی و ساندنس کید (۱۹۶۹) را تماشا کردم. تا آن زمان خبر نداشتم که زمان‌بندی فیلم‌ها با دنیای واقعی متفاوت است. می‌دانستم همه‌چیز الکی است، می‌دانستم بازیگرها دارند نقش بازی می‌کنند؛ اما حتی روحم خبر نداشت که ساخت یک فیلم می‌تواند چهار ماه طول بکشد! در آن مستند دیدم که همهٔ گروه با تعدادی اسب‌های اجاره‌ای و چندین خودرو آن صحنهٔ بالای قطار را فیلم‌برداری کردند. آن‌ها بدلکاری شبیه رابرت ردفورد آورده بودند که به داخل قطار بپرد. اصلاً خبر نداشتم که بین فیلم‌برداری هر صحنه، ساعت‌ها وقفه وجود دارد. آنچه واقعاً داشت اتفاق می‌افتاد، شبیه به یک سیرک پنهان بود؛ که باید هم همینگونه می‌بود. اینگونه بود که به ایده «چگونگی» خلق این موارد وسواس پیدا کردم. این به نظرم آخرین حقه جادویی بود؛ اینکه چگونه ۲۴ عکس ثابت با نمایش پشت سرهم این توهم را ایجاد می‌کنند که متحرک هستند. شگفت‌زده شدم و با خودم فکر کردم چیزی جالب‌تر از این در جهان وجود ندارد که بخواهم بقیهٔ عمرم را صرف آن کنم.»
فینچر در نوجوانی برای ادامهٔ تحصیل به شهر اشلند رفت و در دبیرستان اشلند درس خواند. او در این دوران چندین تئاتر را کارگردانی کرد و همچنین کارهایی مثل طراحی نور و صحنه را در نمایش‌های مختلف انجام می‌داد. فینچر همچنین مدتی در شبکهٔ تازه‌تأسیس کوبی واقع در مدفود دستیار تولید بود. در کنار فعالیت‌های هنری، فینچر برای کسب درآمد در رستوران و کافه‌های گوناگون پیشخدمتی می‌کرد و کارهایی نظیر ظرف‌شستن و پختن غذا انجام می‌داد.

## حرفه

### ۱۹۸۳–۱۹۹۱: کارهای ابتدایی و موزیک ویدئوها
ورود جدی فینچر به صنعت سینما زمانی آغاز شد که جان کورتی او را در استودیوی فیلم‌سازی خود استخدام کرد تا در گروه تولید کار کند. فینچر خیلی زود رشد کرد و توانست در رأس گروه جلوه‌های ویژه قرار بگیرد. او در کنار جورج لوکاس در ساخت انیمیشن دوبار در یک زمان (۱۹۸۳) فعالیت کرد. فینچر در سال ۱۹۸۳ به استخدام آی‌ال‌ام درآمد و در آنجا به‌عنوان دستیار فیلم‌بردار مشغول به کار شد. او در این دوران در ساخت پروژه‌های مهمی همچون بازگشت جدای (۱۹۸۳) و ایندیانا جونز و معبد مرگ (۱۹۸۴) همکاری کرد. فینچر پس از یک سال حضور و در سال ۱۹۸۴ از «آی‌ال‌ام» بیرون رفت تا برای نخستین تجربه کارگردانی‌اش، یک تبلیغ کوتاه تلویزیونی برای انجمن سرطان آمریکا بسازد. این تبلیغ که جنینی را در حال سیگار کشیدن نشان می‌دهد به سرعت مورد توجه تهیه‌کنندگان لس‌آنجلسی قرار گرفت و باعث شد فینچر با پیشنهادهای مختلفی مواجه شود. بنابراین در سال ۱۹۸۵، فینچر مستندی را از زندگی ریک اسپرینگفیلد با نام بیت و درام زنده کارگردانی کرد. فینچر که تجربه بیش‌تری در کارگردانی پیدا کرده بود تصمیم گرفت تا در سال ۱۹۸۶ شرکت پروپاگاندا فیلمز را تأسیس و در زمینه ساخت تبلیغ و موزیک‌ویدئو فعالیت کند. بسیاری از فیلم‌سازان هم نسل فینچر از جمله مایکل بی، آنتوان فوکوآ، میشل گوندری، اسپایک جونز، الکس پرویاس، زک اسنایدر، گور وربینسکی، مارک رومنک و پائول راکمن پیش از آنکه شروع به ساخت فیلم بلند کنند برای شرکت فینچر، تیزر، فیلم تبلیغاتی و موزیک ویدئو کارگردانی کردند.
فینچر برای شرکت‌ها و بِرندهای بسیاری از جمله لیوایز، کانورس، نایکی، پپسی، رولون، سونی، کوکا کولا و شَنِل ویدئوی تبلیغاتی کارگردانی کرد، هرچند به گفته خودش از این کار متنفر بود و ترجیح می‌داد موزیک‌ویدئو بسازد. او از سال ۱۹۸۴ تلاش‌های خود برای ساخت موزیک ویدئو را آغاز کرد و برای افرادی همچون ریک اسپرینگفیلد، دان هنلی، پائولا عبدل، جرمین استوارت و مارتا دیویس ویدئوهای متعددی را کارگردانی کرد. فینچر در دهه نود و در همکاری با جرج مایکل موزیک‌ویدئوی آزادی! ۹۰ را ساخت که بسیار مشهور شد. او کیست از مایکل جکسون، جین یک تفنگ دارد از ایروسمیث و گهواره عشق از بیلی آیدل از جمله موزیک ویدئوهای معروف و موفق فینچر هستند. فینچر همکاری زیادی با مدونا داشته و چهار موزیک ویدئوی خودت را بیان کن، وگ، دختر بد و آه پدر را برای او کارگردانی کرده‌است. در حد فاصل سال‌های ۱۹۸۴ تا ۱۹۹۳، فینچر در مجموع ۵۳ موزیک ویدئو ساخته و کارگردانی کرد. او روند تولید موزیک‌ویدئوهای خود را «مدرسه فیلم‌سازی» نامید و معتقد است ساختِ موزیک‌ویدئو به او کمک کرد یاد بگیرد چگونه باید با بودجه و زمان محدود یک اثر را به سرانجام برساند.

### ۲۰۰۰–۱۹۹۲: ورود به سینما و پیشرفت
در پی شهرت و موفقیت‌های فینچر در دنیای موزیک‌ویدئو و تبلیغات، استودیو فاکس قرن بیستم در سال ۱۹۹۰ فینچر را استخدام کرد تا به جای وینسنت وارد سکان هدایت فیلم علمی-تخیلی بیگانه ۳ (۱۹۹۲) را به دست گیرد و نخستین تجربه سینمایی خود کارگردانی کند. این فیلم سومین قسمت از مجموعه فیلم بیگانه است و سیگورنی ویور یک بار دیگر نقش الن ریپلی را تکرار کرد که پس از وقایع دو قسمت قبلی با چالش غیرمنتظره‌ای مواجه شده‌است. بیگانه ۳ در تاریخ ۲۲ مه ۱۹۹۲ به روی پرده رفت و بازخورد ضد و نقیض منتقدان را در پی داشت که به صورت کلی آن را ضعیف‌تر از دو قسمت قبل می‌دانستند. با این وجود فیلم یک موفقیت اقتصادی بود و توانست ۱۶۰ میلیون دلار فروش کند در حالی که بودجه ساخت آن ۵۰ میلیون دلار بود. بیگانه ۳ از همان ابتدا درگیر مشکلات تولید بود و دخالت‌های پیاپی استودیو بر روی فیلم‌نامه و بازنویسی مکرر آن توسط چند نویسنده باعث شده بود پروژه در چند مرحله متوقف شود. پیتر ترورز از رولینگ استون نوشت که به نظر او باوجود دخالت استودیو و تنازع ۹ نویسنده فیلم‌نامه، بیگانه ۳ فیلمی «جسور و ترسناک» است. فیلم در نهایت توانست در رشته بهترین جلوه‌های ویژه نامزد دریافت جایزه اسکار شود. در سال‌های بعد، فینچر به صورت علنی ناراحتی خود را از وضعیت تولید بیگانه ۳ رسانه‌ای و اعلام کرد این فیلم را از خود نمی‌داند. او در کتاب نسخه کارگردان: تصویر هالیوود در قرن ۲۱ تهیه‌کنندگان فیلم را به علت اینکه به او اعتماد نداشته و بودجه بیش‌تری در اختیارش قرار ندادند سرزنش کرد. فینچر در طی مصاحبه‌ای که در سال ۲۰۰۹ با گاردین داشت به وضوح اعلام کرد: «هیچ‌کس بیش‌تر از من از بیگانه ۳ متنفر نبوده و امروز هم هیچ‌کس بیش‌تر از من از آن بدش نمی‌آید.»
پس از این تجربه و عدم موفقیت انتقادی فیلم، فینچر برای مدتی قید سینما را زد و فیلم‌نامه‌هایی که برایش ارسال می‌شد را نمی‌خواند و کارگردانی آن‌ها را رد می‌کرد. او تصمیم گرفت دوباره به دنیای موزیک‌ویدئوها بازگردد و در این راستا برای گروه موسیقی رولینگ استونز، موزیک ویدئوی عشق قدرت است را کارگردانی کرد که در سال ۱۹۹۴ منتشر شد و برایش جایزه گرمی بهترین موزیک ویدئوی سال را به همراه داشت. شرکت نیو لاین سینما پس از به نتیجه نرسیدن با افرادی همچون گیرمو دل تورو و فیل ژوانو به فینچر پیشنهاد کارگردانی فیلم هفت (۱۹۹۵) را داد که او در ابتدا آن را رد کرد و گفت ترجیح می‌دهد بر اثر سرطان بمیرد تا اینکه فیلم دیگری را کارگردانی کند. فینچر به اصرار مدیربرنامه‌اش نسخه اصلی فیلم‌نامه را که اندرو کوین واکر نوشته بود، خواند. استودیو اشتباهی این نسخه از متن را برای فینچر فرستاده بود زیرا فیلم‌نامه اصلاح شده و پایان‌بندی آن تغییر کرده بود اما فینچر از پایان تاریک و بدبینانه اثر بسیار خوشش آمد و استودیو را راضی کرد تا آن را تغییر ندهند و اینگونه شد که او تصمیم گرفت دوباره به دنیای سینما بازگردد. برد پیت، مورگان فریمن، گوئینت پالترو، آر. لی ارمی و در نهایت کوین اسپیسی به عنوان بازیگران این فیلم جنایی نئو-نوآر انتخاب شدند. داستان هفت دربارهٔ دو کارآگاه جنایی است که درگیر پرونده‌ای عجیب در ارتباط با یک آدم‌کش زنجیره‌ای شده‌اند که قربانیان خود را بر اساس هفت گناه کبیره به قتل می‌رساند. هفت با استقبال بالای منتقدان همراه بود و در زمینه داستان و پایان‌بندی تاریک، کارگردانی فینچر، فیلم‌برداری و عملکرد بازیگران ستایش شد. فیلم همچنین موفقیتی بزرگ در گیشه بود و توانست ۳۲۷ میلیون دلار فروش کند در حالی که بودجه ساخت آن تنها ۳۴ میلیون دلار بود که آن را تبدیل به هفتمین فیلم پرفروش سال ۱۹۹۵ می‌کند. راجر ایبرت از شیکاگو سان-تایمز، هفت را «یکی از تاریک‌ترین و بی‌رحم‌ترین فیلم‌های جریان اصلی هالیوود» توصیف کرد و جان رفل در سایت اند ساوند نیز دربارهٔ فیلم نوشت: «هفت پیچیده‌ترین و دلهره‌آورترین فیلم در ارتباط با آدم‌کش‌های زنجیره‌ای از زمان شکارچی انسان (۱۹۸۶) است.» در شصت و هشتمین دوره جوایز اسکار، هفت نامزد جایزه اسکار بهترین تدوین بود اما نتوانست آن را کسب کند.
پس از موفقیت هفت، فینچر دوباره به دنیای موزیک‌ویدئو بازگشت و نماهنگ «درد و دل خیابان ششم» را برای گروه موسیقی «گوشه‌گیرها» ساخت که در سال ۱۹۹۶ منتشر شد. او سپس به سراغ ساخت سومین فیلم بلند خود با نام بازی (۱۹۹۷) رفت. فیلم‌نامه این فیلم را جان برانکاتو و مایکل فریس نوشته بودند. داستان فیلم در مورد بانکداری ثروتمند اما منزوی و تنها است که به مناسبت سالگرد تولد خود هدیه‌ای عجیب از سوی برادرش دریافت می‌کند: یک بازی خطرناک که رویدادهای آن با وقایع زندگی گذشته و حال او ارتباطی تنگاتنگ دارد. مایکل داگلاس، شان پن و دبورا کارا آنگر بازیگران اصلی فیلم هستند. فینچر که از طرح کلی داستان خوشش آمده بود، اندرو کوین واکر را برای بازنویسی نهایی استخدام کرد. بازی با نظرات مثبت منتقدان همراه بود و به مرور زمان به‌عنوان یک فیلم کالت شناخته شد و طرفداران خاص خود را پیدا کرد. فیلم همچنین یک موفقیت مالی متوسط در گیشه بود و توانست ۱۰۹ میلیون دلار بلیط بفروشد در حالی که بودجه ساخت ۷۰ میلیون دلار بود. منتقد بی‌بی‌سی نسبت به پایان‌بندی فیلم انتقاد داشت اما کارگردانی و سبک بصری آن را تحسین کرد: «فینچر کار شگفت‌انگیزی انجام داده و مکان‌های معمولی شهر را به پس زمینه‌های ترسناک تبدیل کرده‌است. این فیلمی است که دوربین در هر گوشه‌ای که بچرخد، گام دیگری به سوی ناشناخته‌ها است.» مجموعه کرایتریون هم که ارائه‌کننده مجموعه فیلم‌های کلاسیک و معاصر سینما با بهترین کیفیت ممکن است، بازی را به فهرست فیلم‌هایی خود اضافه کرد.

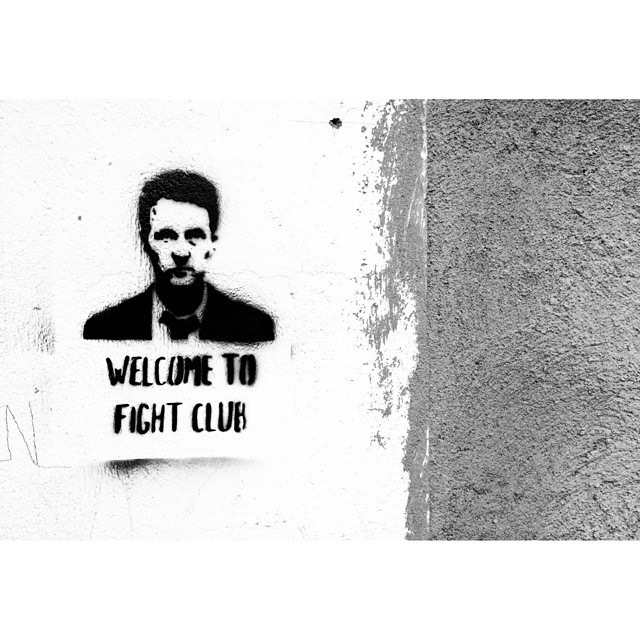
به دنبال محبوبیت باشگاه مشت‌زنی، چندین باشگاه مبارزه واقعی به تقلید از فیلم در آمریکا راه‌اندازی شد که حواشی بسیار زیادی به دنبال داشت.

بین بازی و فیلم بعدی فینچر فاصله کمی وجود داشت و او در اوت همان سال ۱۹۹۷ برای کارگردانی فیلم باشگاه مشت‌زنی (۱۹۹۹) قرارداد امضا کرد. فیلم‌نامه این تریلر روان‌شناختی توسط جیم اولز بر اساس رمانی با همین نام به قلم چاک پالانیک نوشته شده‌است و ادوارد نورتون، برد پیت و هلنا بونهام کارتر سه بازیگر اصلی آن هستند. داستان این فیلم دربارهٔ جوان بی‌نامی است که از بی‌خوابی شدید رنج می‌برد و زندگی شخصی و کاری او دچار رخوت شده اما آشنایی وی با مردی به نام تایلر دردن همه چیز را تغییر داده و اتفاقات غیرقابل پیش‌بینی را رقم می‌زند. باشگاه مشت‌زنی بعد از تجربه تلخ بیگانه ۳ دومین همکاری مشترک فینچر با کمپانی فاکس بود. فاکس از شیوه بازاریابی فیلم ناراضی بود و مدیران آن نگران بودند که فیلم در گیشه شکست بخورد. باشگاه مشت‌زنی ابتدا در سپتامبر ۱۹۹۹ در جشنواره فیلم ونیز رونمایی شد و از اکتبر همین سال اکران گسترده خود در آمریکا و جهان را آغاز کرد. فیلم یک موفقیت متوسط در گیشه بود و توانست ۱۰۱ میلیون دلار فروش کند در حالی که بودجه ساخت آن ۶۳ میلیون دلار بود. باشگاه مشت‌زنی در زمان اکران با واکنش مختلفی از سوی منتقدان همراه شد. خشونت و لحن بسیار انتقادی فیلم باعث شد عده‌ای فینچر و فیلمش را به تبلیغ آنارشیسم متهم کنند. تایمز در گزارشی باشگاه مبارزه را با فیلم پرتقال کوکی (۱۹۷۱) اثر استنلی کوبریک مقایسه کرد و گفت این نگرانی از سوی برخی وجود دارد که مخاطبان جوان بعد از تماشای فیلم به تقلید از رفتارهای شخصیت اصلی دست بزنند. بسیاری از منتقدان نیز باشگاه مشت‌زنی را «تصویری دقیقی از مردانگی در دهه نود میلادی» توصیف کردند. باشگاه مشت‌زنی به مرور به فیلمی محبوب در میان طرفداران سینما تبدیل شد و مضامین و لایه‌های داستانی مختلف آن مورد بررسی و تحلیل قرار گرفت. انتشار دی‌وی‌دی فیلم در سال ۲۰۰۰ در این روند بسیار تأثیرگذار بود. امروز این فیلم یکی از بهترین آثار تاریخ سینما به‌شمار می‌رود.
کلمبیا پیکچرز در سال ۱۹۹۹ نام فینچر را در فهرست نهایی کارگردانانی قرار داد که قصد دارد جهت ساخت فیلم مرد عنکبوتی (۲۰۰۲) با آن‌ها مذاکره کند. فینچر چندان علاقه‌ای نسبت به تصویر کشیدن ریشه‌های شخصیت مرد عنکبوتی نداشت. در نسخه او شخصیت پیتر پارکر یک بزرگسال بود که مدتی است قدرت‌های فراانسانی خود را به دست آورده و به عنوان عکاس در روزنامه کار می‌کند و دائم در حال چالش با هویت و سبک زندگی دوگانه خود است. فینچر قصد داشت یک اثر شخصیت‌محور بسازد تا اثری اکشن. او در این مورد گفته‌است: «من به استودیو نظر خودم دربارهٔ اینکه دوست دارم چه فیلمی از مرد عنکبوتی بسازم را گفتم و آن‌ها از آن ایده متنفر بودند!». در نهایت نیز سم ریمی برای کارگردانی فیلم انتخاب شد.

### ۲۰۱۰–۲۰۰۱: موفقیت و ورود به ژانرهای متفاوت
در سال ۲۰۰۱، فینچر به‌عنوان تهیه‌کننده اجرایی در ساخت فصل نخست مجموعه استخدام مشارکت کرد. این اثر که از چند فیلم کوتاه تشکیل شده بود به سفارش شرکت ب‌ام‌و ساخت شد و در هر کدام از قسمت‌ها، عملکرد و توانایی‌های یکی از محصولات این شرکت در خلال داستان نشان داده می‌شود.
یک سال بعد، فینچر ساخت پنجمین اثر سینمایی خود را آغاز کرد؛ یک فیلم دلهره‌آور دیگر به نام اتاق وحشت (۲۰۰۲) که فیلم‌نامه آن را دیوید کپ نوشت و داستان آن دربارهٔ مادری مجرد و دختر خردسالش است که در نخستین شب اقامت خود در یک خانه بزرگ در نیویورک با هجوم سارقانی مواجه شده‌اند که با هدف سرقتی عجیب وارد خانه آن‌ها شده‌اند. جودی فاستر، کریستن استوارت، فارست ویتاکر و جرد لتو بازیگران این فیلم هستند. اتاق وحشت یک موفقیت اقتصادی خوب بود و نزدیک به ۲۰۰ میلیون دلار در گیشه فروش کرد در حالی که بودجه ساخت آن ۴۸ میلیون دلار بود. فیلم همچنین واکنش مثبت منتقدان را به همراه داشت که آن را اثری «پر از تنش و هیجان‌انگیز» دانستند و عنصر تعلیق فیلم را با آثار آلفرد هیچکاک مقایسه کردند. سان فرانسیسکو کرونیکل در مقاله‌ای اتاق وحشت را اثر دارای نبوغ توصیف و از عملکرد جودی فاستر را تحسین کرد. فینچر معتقد است که اتاق وحشت بیش‌تر از هر اثر دیگر او به سینمای جریان اصلی هالیوود نزدیک است: «از ابتدا نیز قرار بود یک فیلم پاپ‌کورنی و سرگرم‌کننده باشد. خبری از پیامدهای بزرگ و مهم نیست زیرا این فیلم دربارهٔ بقا است.»
پس از اتاق وحشت، فینچر به مدت پنج سال از سینما دور بود تا اینکه با فیلم زودیاک (۲۰۰۷) به پرده نقره‌ای بازگشت. فیلم‌نامه این فیلم معمایی نئو-نوآر توسط جیمز وندربیلت بر اساس کتاب زودیاک بی‌نقاب اثر رابرت گری‌اسمیت نوشته شده و داستان دربارهٔ ماجرای واقعی آدم‌کش زنجیره‌ای با نام مستعار زودیاک قاتل است که در بین سال‌های ۱۹۶۰ تا اوایل ۱۹۷۰ با انجام قتل‌های متعدد، ساکنان منطقه خلیج سان فرانسیسکو را به وحشت انداخته و پوشش رسانه‌ای قابل توجهی را به خود اختصاص داده بود. جیک جیلنهال، مارک رافلو و رابرت داونی جونیور ستارگان فیلم هستند. زودیاک نخستین فیلم کارنامه فینچر است که بر اساس داستانی واقعی ساخته شده‌است. فینچر گفته که پس از اطلاع از پروژه به دلایل شخصی خیلی زود به داستان جذب شد. او در زمان وقوع قتل‌های زودیاک بچه مدرسه‌ای بوده و ترس و وحشت آن دوران را تجربه کرده‌است: «به یادم دارم که گشت‌های پلیس، سرویس اتوبوس مدارس از جمله ما را در خیابان همراهی می‌کردند. پدرم برایم تعریف کرده بود که یک آدم‌کش زنجیره‌ای که چهار پنج نفر را کشته تهدید کرده که قصد دارد بچه مدرسه‌ای‌ها را هنگام پیاده شدن از اتوبوس هدف شلیک گلوله قرار دهد.» زودیاک نخستین فیلمی است که فینچر آن را به صورت تمام دیجیتال و با دوربین تامسون وایپر از شرکت تکنی‌کالر اس‌ای فیلم‌برداری کرد. در آن زمان این روشی غیرمعمول برای ساخت فیلم بود زیرا دوربین‌های دیجیتال به اندازه کافی پیشرفت نکرده بودند اما فینچر به علت سرعت عمل در ضبط نماها تصمیم به این کار گرفت. او صحنه‌های قتل فیلم از جمله صحنه کشته شدن یک زوج در کنار دریاچه را بارها و بارها فیلم‌برداری کرد و حتی برای خلق خون از جلوه‌های ویژه رایانه‌ای بهره گرفت تا پس از هر برداشت نیازی به پاک‌کردن و تمیزکاری صحنه نباشد و گروه بتواند در مدت زمان کوتاه، برداشت‌های زیادی ضبط کند. زودیاک با واکنش بسیار مثبت منتقدان همراه شد و اکنون یکی از بهترین آثار جنایی به‌شمار می‌رود که جایگاه بالایی در کارنامه فینچر دارد. فیلم در زمینه کارگردانی، دقت تاریخی و عملکرد بازیگران تحسین شد و نام آن در بیش از دویست فهرست از بهترین فیلم‌های تاریخ سینما به چشم می‌خورد. زودیاک به اندازه آثار قبلی فینچر فروش نکرد اما بازهم با گیشه ۸۴ میلیون دلاری یک موفقیت متوسط محسوب می‌شود. علی‌رغم کمپین‌های تبلیغاتی پارامونت پیکچرز، فیلم نتوانست در فصل جوایز نامزد جایزه‌ای شود.

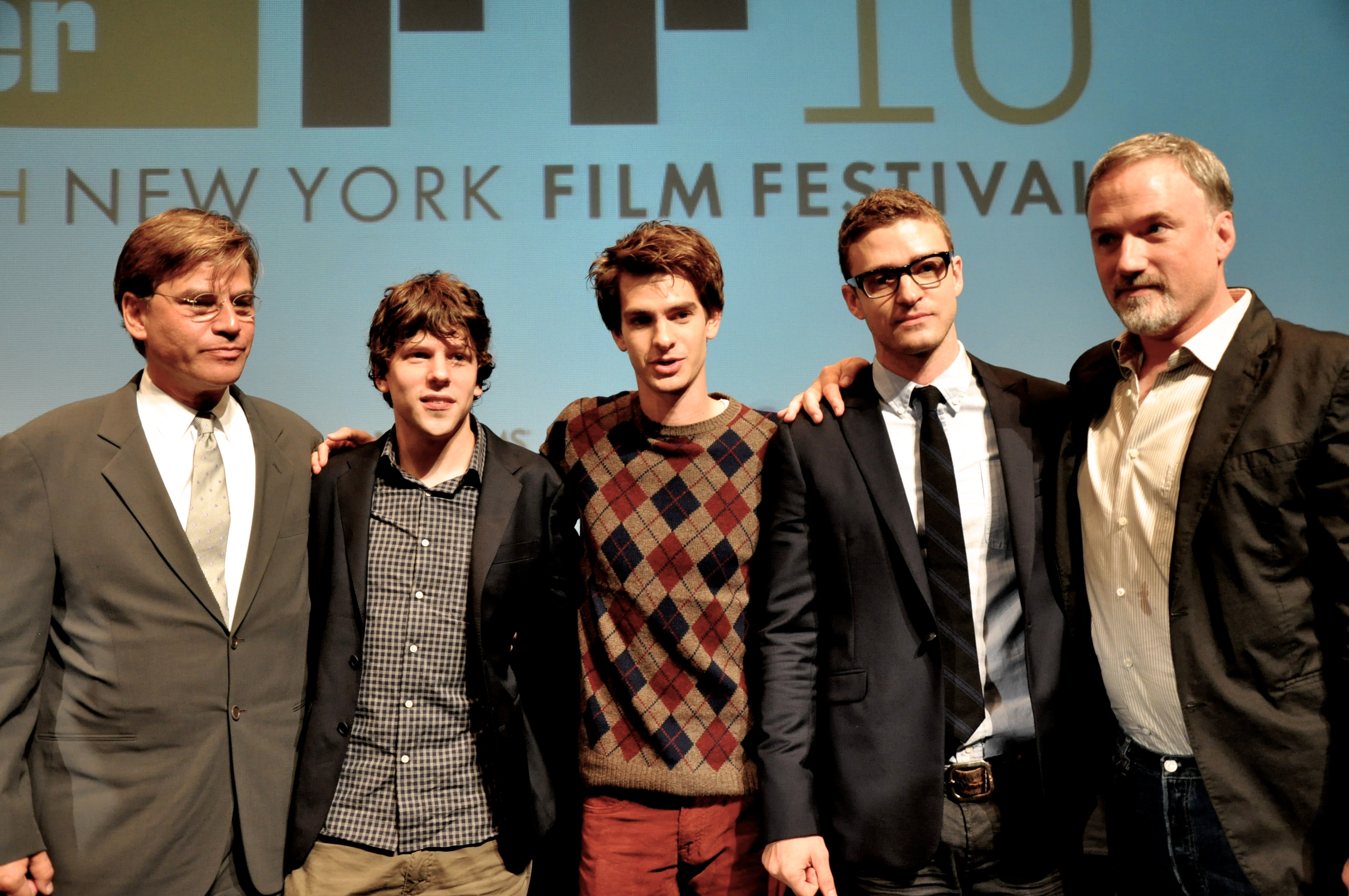
فینچر به همراه گروه فیلم شبکهٔ اجتماعی در جشنواره فیلم نیویورک، ۲۰۱۰

پس از زودیاک، فینچر مدتی درگیر اقتباس سینمایی از رمان ملاقات با راما اثر آرتور سی. کلارک شد اما این پروژه در همان مراحل ابتدایی نوشتن فیلم‌نامه دچار مشکلاتی شد و به سرانجام نرسید. فینچر هفتمین فیلم خود را، که نسبت به آثار قبلی او دارای ژانر و فضایی کاملاً متفاوت بود، در سال ۲۰۰۸ به روی پرده فرستاد: مورد عجیب بنجامین باتن. فیلم‌نامه این فیلم فانتزی عاشقانه را اریک راث بر پایه داستان کوتاه مورد عجیب بنجامین باتن (۱۹۲۳) از اف. اسکات فیتزجرالد نوشت. پس از هفت و باشگاه مشت‌زنی این سومین همکاری مشترک برد پیت و فینچر بود. کیت بلانشت، تیلدا سوینتن و ماهرشالا علی دیگر بازیگران فیلم هستند. داستان فیلم دربارهٔ مردی است که پیر متولد می‌شود و زندگی او از آخر به اول سپری شده و با گذشت زمان جوان‌تر می‌شود. با بودجه سنگین ۱۶۷ میلیون دلاری، مورد عجیب بنجامین باتن پرهزینه‌ترین فیلم کارنامه فینچر به حساب می‌آید. علت پرخرج بودن فیلم استفاده از جلوه‌های ویژه سنگین برای طراحی گریم جوانی و پیری شخصیت برد پیت در فیلم بود که در زمان خود کم‌سابقه بود. مورد عجیب بنجامین باتن همچنین نخستین فیلم کارنامه فینچر است که با درجه سنی پی‌جی-۱۳ اکران شد. تمامی آثار قبلی فینچر همگی با درجه سنی بزرگسال به روی پرده رفته بودند. فیلم یک موفقیت بسیار خوب در گیشه بود و توانست ۳۳۵ میلیون دلار فروش کند. مورد عجیب بنجامین باتن با واکنش بسیار خوب منتقدان همراه شد و در زمینه‌های مختلف از جمله کارگردانی فینچر مورد ستایش قرار گرفت. منتقد یواس‌ای تودی فیلم را «دلپذیر و کوبنده» توصیف کرد هرچند نسبت به زمان طولانی آن انتقاد داشت. تاد مک‌کارتی از ورایتی نوشت: «این فیلم روایتی غنی و سرشار از لذت را ارائه می‌دهد که یک نمونه عمیق از داستان‌گویی در هالیوود است.» مورد عجیب بنجامین باتن در هشتاد و یکمین دوره جوایز اسکار در ۱۳ رشته نامزد جایزه اسکار شد از جمله بهترین فیلم و بهترین کارگردانی برای فینچر. فیلم در نهایت موفق شد سه جایزه اسکار بهترین طراحی صحنه، بهترین گریم و بهترین جلوه‌های ویژه را به خود اختصاص دهد.
فینچر در ادامه مسیر متفاوت در کارنامه خود، فیلم سینمایی شبکهٔ اجتماعی (۲۰۱۰) را کارگردانی کرد. فیلم‌نامه این درام زندگی‌نامه‌ای توسط آرون سورکین بر اساس کتاب میلیاردرهای تصادفی نوشته بن مزریک اقتباس شده‌است. شبکه اجتماعی داستان به وجود آمدن فیس‌بوک و زندگی خالق آن یعنی مارک زاکربرگ را دنبال می‌کند که در مسیر تبدیل‌شدن به جوان‌ترین میلیاردر دنیا چالش‌های حقوقی زیادی با دیگران از جمله بهترین دوست خود ادواردو ساورین را پشت سر گذاشته‌است. جسی آیزنبرگ، اندرو گارفیلد، جاستین تیمبرلیک و آرمی همر بازیگران فیلم هستند. پروسه تولید فیلم از زمان آغاز فیلم‌برداری تا پایان تدوین، یک سال کامل به طول انجامید. برای خلق برادران دوقولوی وینکلوس که آرمی همر نقش هردو را در فیلم بازی می‌کند، فینچر به جای روش‌های سنتی از جلوه‌های ویژه رایانه‌ای استفاده کرده و در مراحل پس از تولید، چهره همر را به جای بازیگری که نقش یکی از برادرها را ایفا کرده بود جایگزین کرد. فیلم یک موفقیت تجاری دیگر را برای فینچر رقم زد و توانست ۲۲۴ میلیون دلار در گیشه فروش کند در حالی که بودجه ساخت آن تنها ۴۰ میلیون دلار بود. شبکه اجتماعی با تحسین گسترده منتقدان مواجه شد و عموماً به عنوان بهترین فیلم کارنامه فینچر، یکی از بهترین آثار سینمایی قرن و دهه ۲۰۱۰ شناخته می‌شود. در سایت‌های متاکریتیک و راتن تومیتوز فیلم بالاترین امتیاز را در میان تمامی آثار فینچر به خود اختصاص داده‌است. هیئت ملی بازبینی فیلم، شبکه اجتماعی را بهترین فیلم سال ۲۰۱۰ معرفی کرد. در هشتاد و سومین دوره جوایز اسکار، فیلم در هشت رشته از جمله بهترین فیلم و بهترین کارگردانی برای فینچر نامزد کسب جایزه اسکار بود که در نهایت توانست سه جایزه بهترین فیلم‌نامه اقتباسی، بهترین تدوین و بهترین موسیقی متن را به خود اختصاص دهد. همچنین در شصت و هشتمین مراسم گلدن گلوب، شبکه اجتماعی در شش رشته نامزد دریافت جایزه گلدن گلوب شد که در نهایت توانست چهار جایزه را کسب کند: بهترین فیلم درام، بهترین کارگردانی برای فینچر، بهترین فیلم‌نامه و بهترین موسیقی متن.

### ۲۰۱۴–۲۰۱۱: شناخته شدن به عنوان یک مؤلف و بازگشت به ژانر مورد علاقه

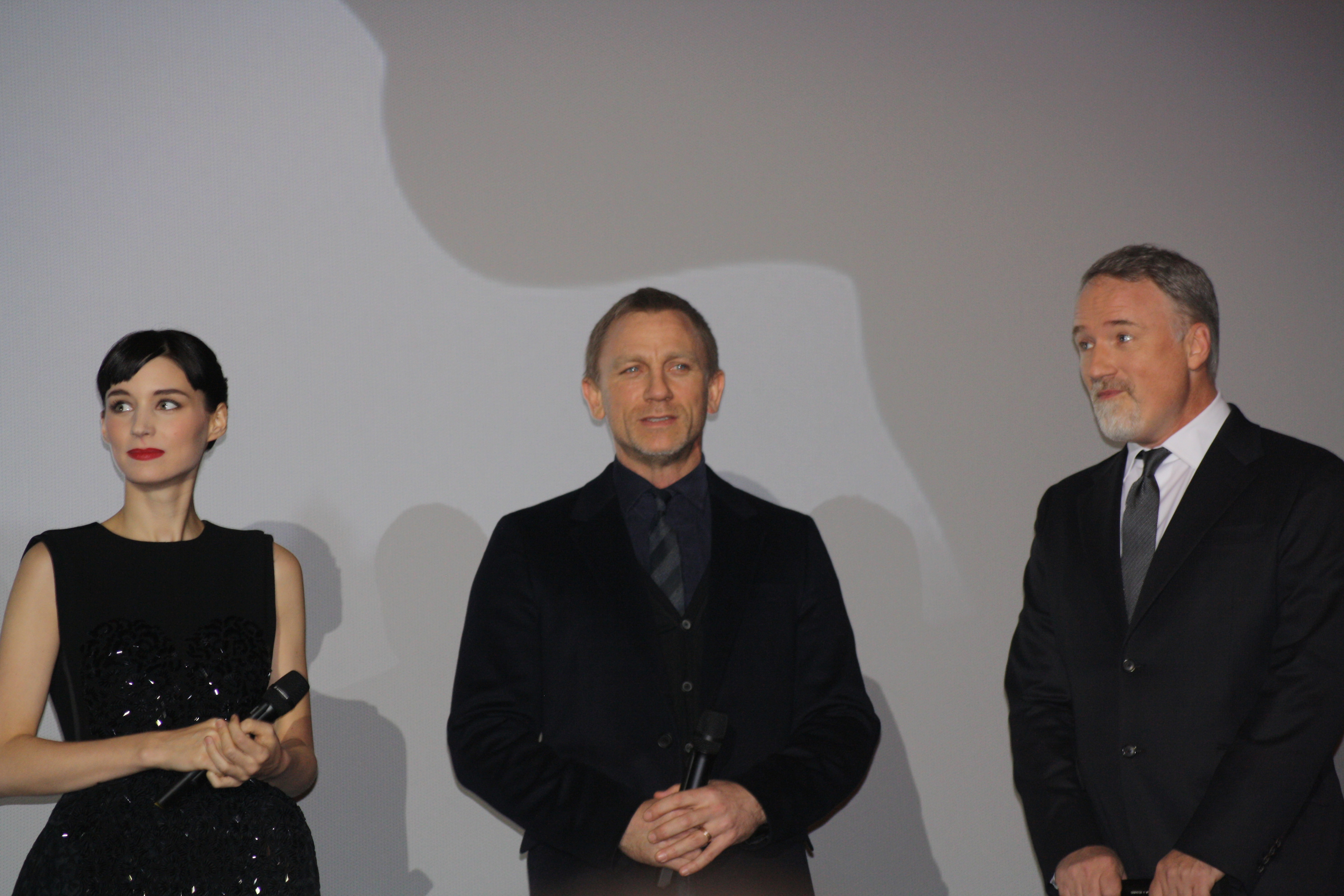
فینچر در کنار دنیل کریگ و رونی مارا در مراسم نمایش دختری با خالکوبی اژدها در پاریس، ۲۰۱۲

پس از دو فیلم مورد عجیب بنجامین باتن و شبکه اجتماعی که تفاوت‌های قابل توجهی با دیگر آثار فینچر داشتند، او با ساخت فیلم دختری با خالکوبی اژدها (۲۰۱۱) یک بار دیگر به ژانر مورد علاقه خود بازگشت. فیلم‌نامه این اثر دلهره‌آور روان‌شناختی و معمایی توسط استیون زایلیان، بر اساس رمانی با همین نام نوشته استیگ لارسن، اقتباس شد. پیش‌تر و در سال ۲۰۰۹ یک اقتباس سوئدی توسط نیلز آردن اوپلو بر اساس این رمان ساخته شده بود. داستان فیلم دربارهٔ روزنامه‌نگاری به نام میکائیل بلومکویست است که مشغول تحقیق بر روی پرونده دختری است که چهل سال پیش به‌طرز مرموزی ناپدید شده‌است. او در این مسیر با هکری جامعه‌ستیز به نام لیسبت سالاندر همراه می‌شود. زایلیان فقط سه ماه کامل را صرف تجزیه و تحلیل عناصر مختلف رمان کرد تا بتواند متن خوبی بر اساس آن بنویسد که زیاد طولانی نباشد. دنیل کریگ، رونی مارا، کریستوفر پلامر و رابین رایت بازیگران فیلم هستند. این دومین همکاری مشترک فینچر با مارا پس از فیلم شبکه اجتماعی است. فینچر برای وفاداری به رمان بخش زیادی از فیلم را در استکهلم جلوی دوربین برد آن هم در یکی از سردترین زمستان‌هایی که این شهر به خود دیده بود. او برای فیلم‌برداری از دوربین‌های دیجیتال رِد استفاده کرد که بسیار به آن علاقه دارد. برای انتخاب نقش لیسبت سالاندر، استودیو گزینه‌های مختلفی به فینچر پیشنهاد داد. آن‌ها دوست داشتند که یک ستاره زن مشهور همچون اسکارلت جوهانسون، ان هتوی یا کیرا نایتلی برای این نقش انتخاب شود اما فینچر با رد این گزینه‌ها، رونی مارا را برای نقش اصلی فیلمش انتخاب کرد. او برای آنکه استودیو را راضی کند که مارا انتخاب مناسبی است، او را به شکل ظاهر شخصیت لیسبت سالاندر گریم کرد و سپس در مترو از او فیلم‌برداری کرده و آن را در اختیار اعضای استودیو قرار داد. دختری با خالکوبی اژدها با فروش ۲۳۹ میلیون دلاری در مقابل بودجه ۹۰ میلیون دلاری خود یک موفقیت دیگر را در گیشه برای فینچر به ثبت رساند. فیلم واکنش خوب منتقدان را در پی داشت و در زمینه کارگردانی، اجرای مارا و کریگ و ارزش‌های تولیدی و موسیقی ستایش شد. ای.او. اسکات در نیویورک تایمز علاوه بر تعریف مفصل از موسیقی متن فیلم دربارهٔ کلیت اثر نوشت: «فینچر دنیایی را خلق می‌کند که به طرز متقاعدکننده‌ای از نظر سیاسی و اخلاقی، ناامیدکننده و تهدیدآمیز است.» فیلیپ فرنچ از گاردین نیز فیلم را «اقتباسی وفادارانه، پر از جزئیات و مستحکم» توصیف کرد. دختری با خالکوبی اژدها نسبت به تمامی آثار فینچر دارای سطح خشونت و برهنگی بسیار زیادی است و همین مسئله باعث شد تا فیلم در برخی از کشورها از جمله هند و ویتنام اکران نشود. در هشتاد و چهارمین دوره جوایز اسکار، فیلم در پنج رشته نامزد دریافت جایزه شد از جمله بهترین بازیگر نقش اول زن برای مارا که در نهایت توانست تنها جایزه بهترین تدوین را کسب کند.
در سال ۲۰۱۲، فینچر قراردادی با ریجنسی اینترپرایس امضا کرد تا یکی از نمایندگان آن‌ها باشد. یک سال بعد او به شرکت آمریکایی نتفلیکس پیوست و همکاری درازمدت را با آن‌ها آغاز کرد. فینچر در نخستین همکاری خود با این شرکت به عنوان تهیه‌کننده اجرایی، نقش بسیار مهمی در ساخت سریال خانه پوشالی ایفا کرد. او همچنین دو قسمت نخست فصل اول این سریال را کارگردانی کرد. خانه پوشالی که بر اساس مجموعه تلویزیونی بریتانیایی به همین نام ساخته شده یک درام سیاسی است و داستان آن دربارهٔ یک سیاستمدار آمریکایی به نام فرانک آندروود است که در آرزوی دستیابی به مدارج بالای کاخ سفید از انجام هیچ کاری واهمه ندارد. فینچر تعدادی از بازیگرانی که پیش‌تر در آثارش با آن‌ها همکاری کرده بود را در این مجموعه دور یکدیگر جمع کرد؛ از جمله کوین اسپیسی، رابین رایت و ماهرشالا علی. همچنین کیت مارا، خواهر رونی مارا که در دو فیلم شبکه اجتماعی دختری با خالکوبی اژدها با فینچر همکاری کرده بود بعد از اطلاع از پروژه از خواهرش خواست تا فینچر را راضی کند از او برای نقش زوئی بارنز تست بگیرد. این اتفاق رخ داد و کیت مارا برای نقش انتخاب شد. خانه پوشالی با استقبال منتقدان و تماشاگران همراه شد و عموماً یکی از بهترین آثار شرکت نتفلیکس دانسته می‌شود. فصل نخست سریال در شصت و پنجمین جوایز امی ساعات پربیننده در ۹ رشته نامزد دریافت جایزه امی شد از جمله در بخش بهترین سریال درام که در نهایت فینچر موفق شد جایزه بهترین کارگردانی را برای ساخت قسمت نخست سریال دریافت کند. فینچر در همین سال، برای نخستین بار از سال ۲۰۰۵ به دنیای موزیک ویدئو بازگشت و نماهنگ «کت‌شلوار و کراوات» اثر جاستین تیمبرلیک و جی-زی را کارگردانی کرد که برای آن در پنجاه و پنجمین مراسم جایزه گرمی، برنده جایزه بهترین موزیک‌ویدئوی سال شد.

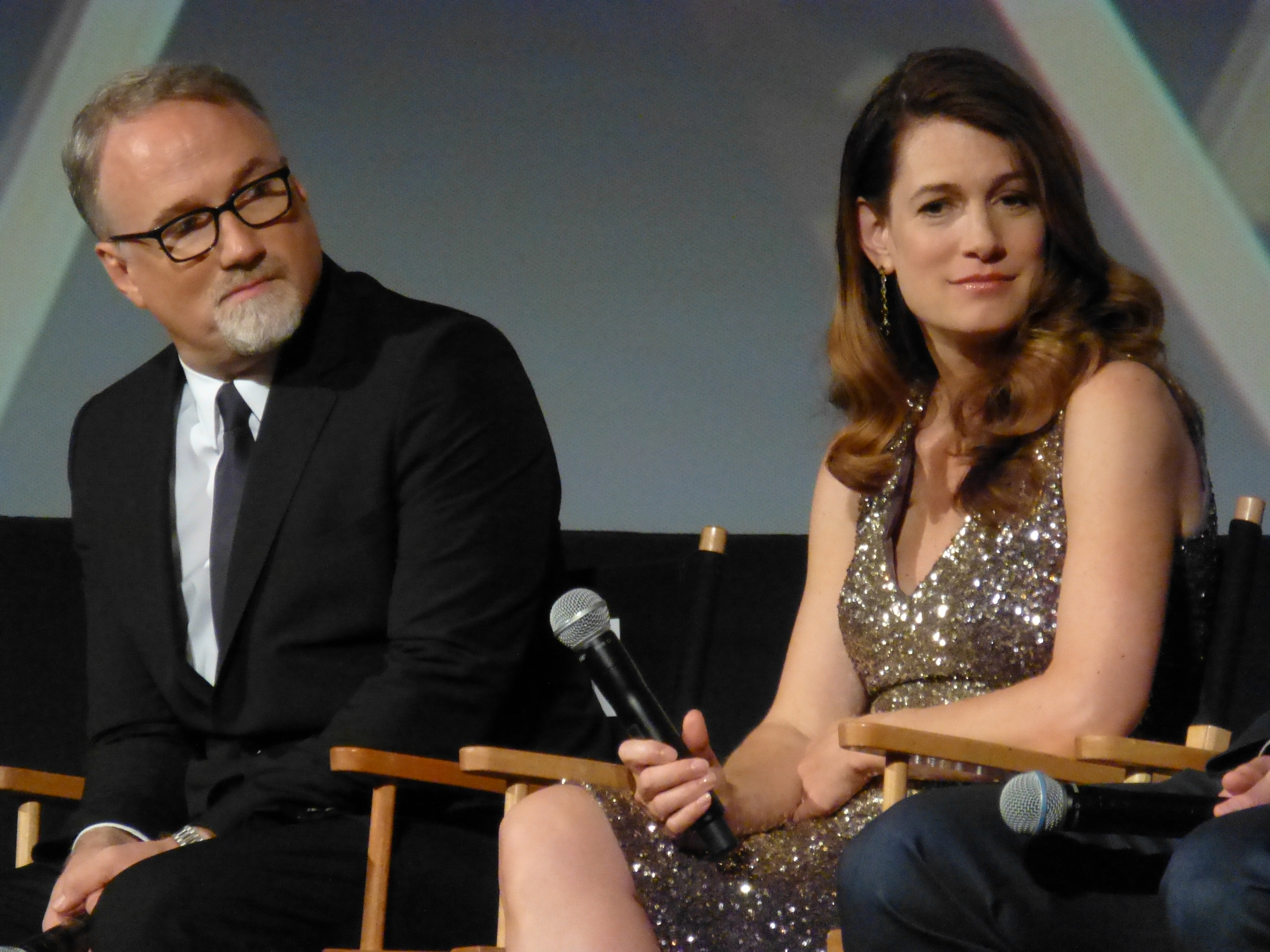
فینچر در کنار گیلین فلین در مراسم نمایش دختر گم‌شده در جشنواره فیلم نیویورک، ۲۰۱۴

فینچر قصد داشت در سال ۲۰۱۴ بر اساس رمان کلمباین نوشته دیو کالن یک فیلم سینمایی کارگردانی کند. این رمان دربارهٔ کشتار دبیرستان کلمباین است که در سال ۱۹۹۹ به وقوع پیوست و جنجال‌های بسیاری به دنبال داشت. این پروژه به علت سوژه حساس و ملتهب آن به سرانجام نرسید. در همین سال، فینچر قراردادی با شبکه اچ‌بی‌او امضا کرد تا سه مجموعه تلویزیونی را برای آن‌ها بسازد. این همکاری قرار بود با بازسازی سریال آرمان‌شهر آغاز شود اما اختلاف نظر فینچر با شبکه دربارهٔ بودجه کار و کشمکش طولانی آن‌ها باعث شد تا پروژه در اوت ۲۰۱۵ رسماً متوقف شود. سه سال بعد آمازون استودیوز حق ساخت این مجموعه را خرید و آن را تولید کرد که فصل نخست آن در سپتامبر ۲۰۲۰ پخش شد.
فینچر دهمین فیلم بلند خود با نام دختر گم‌شده را در سال ۲۰۱۴ کارگردانی کرد. فیلم‌نامه این تریلر روان‌شناختی توسط گیلین فلین بر پایه رمانی به همین نام نوشته خود او اقتباس شد. داستان فیلم دربارهٔ نویسنده‌ای به نام نیک دان است که پس از ناپدید شدن ناگهانی همسرش از طرف پلیس و رسانه‌ها تبدیل به مظنون اصلی می‌شود. بن افلک، رزمند پایک، نیل پاتریک هریس، کری کون و امیلی راتایکوفسکی بازیگرام فیلم هستند. فینچر حتی پیش از آنکه پروژه ساخت فیلم رسمی شود، با فلین دیدار کرده و علاقه خود به رمان او را ابراز کرده بود. فیلم‌برداری از سپتامبر ۲۰۱۳ آغاز شد. طبق گزارش‌ها، فینچر تقریباً از بیش‌تر صحنه‌های فیلم حداقل پنجاه برداشت ضبط کرده‌است. دختر گم‌شده ۳۶۹ میلیون دلار در گیشه فروش کرد در حالی که بودجه ساخت آن ۶۱ میلیون بود که آن را تبدیل به پرفروش‌ترین فیلم کارنامه فینچر تا به امروز می‌کند. فیلم همچنین بازخورد بسیار مثبت منتقدان را در پی داشت که روایت پست مدرن فیلم، عملکرد پایک و کارگردانی فینچر را ستودند. وبگاه سلان علاوه بر تمجید از گروه بازیگری فیلم در نقد خود نوشت: «تمام مهارت‌های فنی در طراحی تصویر، صدا و تولید که فینچر عادلانه به آن شهرت دارد، در اینجا نیز وجود دارد.» دختر گم‌شده توسط بسیاری از منتقدان جزو ده فیلم برتر سال معرفی شد. در هشتاد و هفتمین دوره جوایز اسکار فیلم در رشته بهترین بازیگر نقش اول زن برای پایک نامزد اسکار شد اما این جایزه به جولین مور برای بازی در فیلم هنوز آلیس (۲۰۱۴) تعلق گرفت. همچنین فینچر برای ساخت این فیلم برای سومین بار نامزد جایزه گلدن گلوب بهترین کارگردانی شد.

### ۲۰۱۹–۲۰۱۵: دوری از سینما و همکاری‌های بیش‌تر با نتفلیکس
پس از دختر گم‌شده، فینچر برای مدت نسبتاً طولانی از سینما دور شد و تصمیم گرفت همکاری خود با نتفلیکس را گسترش دهد. بیش‌تر وقت فینچر در طی سال‌های ۲۰۱۶ تا ۲۰۱۹ صرف ساخت مجموعه تلویزیونی شکارچی ذهن به عنوان کارگردان و تهیه‌کننده اجرایی شد. فینچر با این سریال یک بار دیگر به سراغ سوژه مورد علاقه خود یعنی آدم‌کش‌های زنجیره‌ای رفت. شکارچی ذهن که بر اساس کتابی به همین نام نوشته جان داگلاس ساخته شده‌است، داستان دو مأمور اف‌بی‌آی از بخش واحد علوم رفتاری را دنبال می‌کند که با آدم‌کش‌های زنجیره‌ای و افرادی که جرایم خشن مرتکب شده‌اند مصاحبه و گفت‌وگو می‌کنند تا بتوانند به الگوی رفتاری و ویژگی‌های آن پی ببرند. جاناتان گروف، هولت مک‌کالانی، آنا تورو و هانا گراس بازیگران این مجموعه هستند. هردو فصل شکارچی ذهن با واکنش بسیار مثبت منتقدان و تماشاگران همراه بود که سریال را از نظر وجه علمی، ارزش‌های تولیدی و گروه بازیگران ستودند. فصل دوم سریال در راتن تومیتوز امتیاز ۹۹٪ را کسب کرد. شکارچی ذهن عموماً به عنوان یکی از بهترین مجموعه‌های تلویزیونی چند سال اخیر شناخته می‌شود. سریال توانست نامزد و برنده جوایز متعددی شود از جمله کسب جایزه ستلایت برای بهترین بازیگر نقش اول مرد در سریال درام برای گروف. در نهایت پس از پخش دو فصل، فینچر اعلام کرد که نتفلیکس ساخت فصل سوم را به علت اینکه سریال تماشاگر کافی نداشته لغو کرده‌است: «به دو فصل اول بسیار افتخار می‌کنم اما این سریال پرهزینه است و به اعتقاد نتفلیکس مخاطب کافی جذب نکرده تا سرمایه‌گذاری بیش‌تر را توجیه کند. آن‌ها را سرزنش نمی‌کنم، برای ساختن سریال خطر کردند.»
در ژوئن سال ۲۰۱۷ خبر رسید که قرار است فینچر و برد پیت برای بار چهارم با یکدیگر همکاری کنند و سپس اعلام شد که فینچر در حال مذاکره برای کارگردانی قسمت دوم فیلم جنگ جهانی زد (۲۰۱۳) است. با وجود اینکه دده گاردنر و جرمی کلاینر به عنوان تهیه‌کنندگان فیلم، حضور فینچر را قطعی دانستند و اعلام کردند او از سال ۲۰۱۹ کار فیلم‌برداری را آغاز خواهد کرد اما شرکت پارامونت در فوریه همین سال پروژه را لغو کرد. فینچر در سال ۲۰۱۹ یک همکاری مشترک دیگر را با نتفلیکس آغاز کرد و به‌عنوان کارگردان و تهیه‌کننده اجرایی در ساخت مجموعه پویانمایی بزرگسالان عشق، مرگ و ربات‌ها با این شرکت همکاری کرد. تاکنون سه فصل از سریال تولید و پخش شده که واکنش مثبت منتقدان را در پی داشته‌است. دیلی بیست در گزارشی سبک آنتولوژی سریال و نگاه بدبینانه آن به فناوری را با مجموعه تلویزیونی علمی‌تخیلی بریتانیایی آینه سیاه مقایسه کرد. عشق، مرگ و ربات‌ها در سال ۲۰۱۹ برنده پنج جایزه امی شد از جمله جایزه بهترین مجموعه پویانمایی سال.

### ۲۰۲۰–اکنون: بازگشت

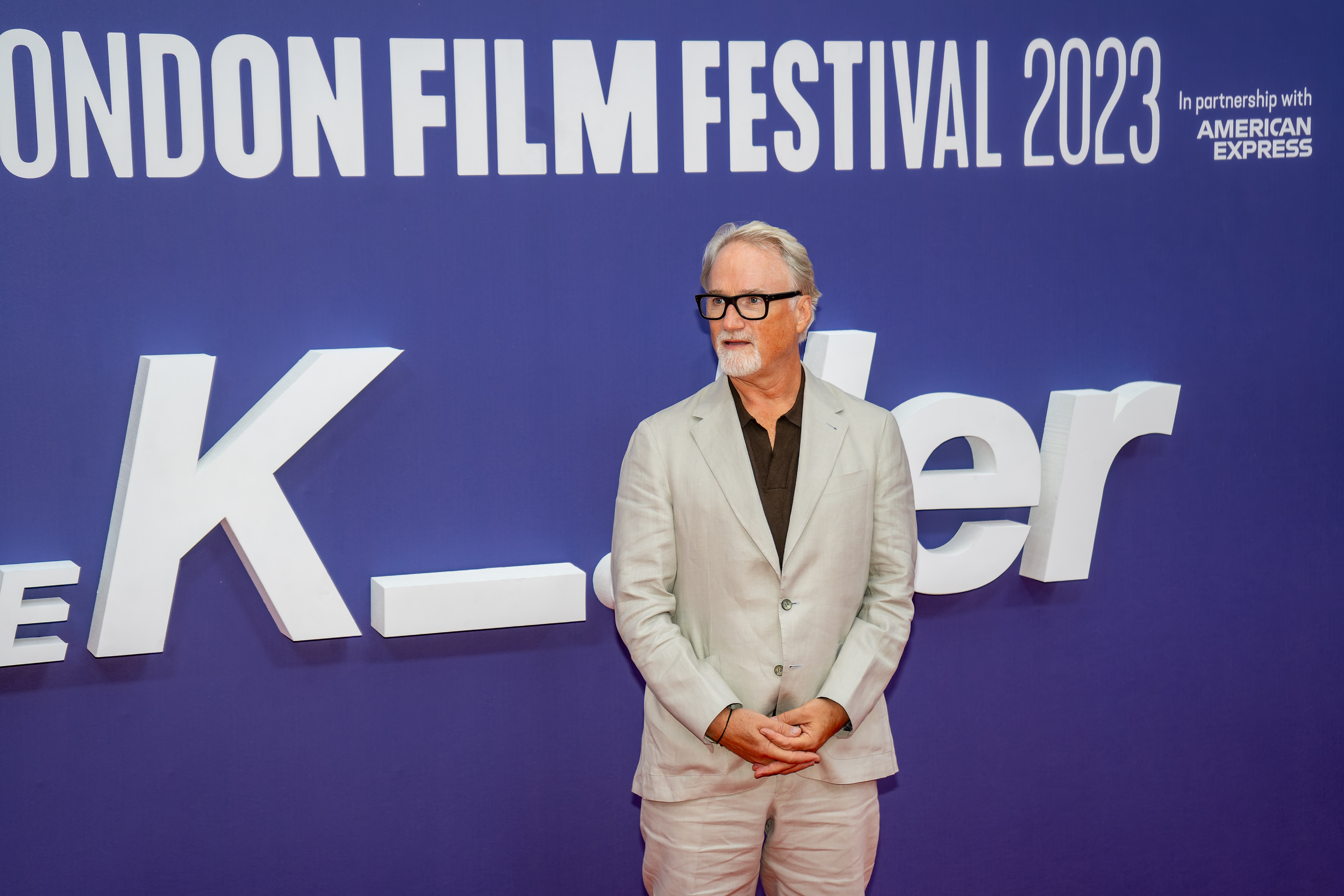
فینچر در مراسم نمایش آدم‌کش در جشنواره فیلم لندن، ۲۰۲۳

در ژوئیه سال ۲۰۱۹ اعلام شد که فینچر قرار است بعد از شش سال دوری از سینما با فیلم منک (۲۰۲۰) به پرده نقره‌ای بازگردد. فیلم‌نامه این درام زندگینامه‌ای توسط پدر فینچر یعنی جک فینچر در اواخر دهه نود نوشته شده و ابتدا قرار بود که پروژه پس از پایان ساخت فیلم بازی (۱۹۹۷) با حضور کوین اسپیسی و جودی فاستر ساخته شود اما این اتفاق رخ نداد زیرا دوربین‌های فیلم‌برداری در آن زمان آنقدر پیشرفت نکرده بود که فینچر بتواند جنس تصویر سیاه و سفید مد نظر خود را برای فیلم خلق کند. داستان فیلم دربارهٔ زندگی واقعی هرمن جی منکویتس ملقب به منک، فیلم‌نامه‌نویس فیلم همشهری کین (۱۹۴۱) است که وقایع زندگی او و چالش‌هایی که هنگام نوشتن فیلم‌نامه با اورسن ولز و دیگران داشته را به تصویر می‌کشد. گری اولدمن، آماندا سایفرد، لی‌لی کالینز و تام برک بازیگران فیلم هستند. از آنجایی فینچر فیلم را برای نتفلیکس ساخته بود، منک اکران گسترده نداشت و صرفاً به صورت محدود به روی پرده رفت تا واجد شرایط لازم برای شرکت در فصل جوایز باشد. فیلم در ۱۳ نوامبر ۲۰۲۰ توسط نتفلیکس به صورت اینترنتی منتشر شد و بازخوردهای بسیار مثبتی از سوی منتقدان دریافت کرد که کارگردانی فینچر، فیلم‌برداری، اجرای اولدمن و سایفرد و موسیقی فیلم را ستودند. منک توسط بسیاری از افراد به عنوان یکی از بهترین آثار سال شناخته شد. در نود و سومین دوره جوایز اسکار، فیلم در ده رشته از جمله بهترین فیلم و بهترین کارگردانی برای فینچر نامزد جایزه شد که در نهایت توانست دو اسکار بهترین فیلم‌برداری و بهترین طراحی صحنه را به خود اختصاص بدهد.
فینچر در همکاری بعدی خود با نتفلیکس مجموعه مستند تماشا را تولید کرد که حاوی مقالات ویدئویی دربارهٔ سینما است. این مجموعه در دسامبر ۲۰۲۱ منتشر شد. در اواخر ۲۰۱۹ اعلام شد که فینچر به‌همراه رابرت تاون مشغول کار بر روی یک مجموعه تلویزیونی است که پیش‌درآمدی بر فیلم سینمایی محله چینی‌ها (۱۹۷۴) به حساب می‌آید.
در فوریه ۲۰۲۱ گزارش شد که فینچر پیش تولید دوازدهمین فیلم بلند خود با عنوان آدم‌کش را آغاز کرده‌است. فیلم‌نامه این اکشن نئو-نوآر توسط اندرو کوین واکر بر پایه کتاب مصوری به همین نام نوشته الکسیس نولن اقتباس شده‌است. مایکل فاسبندر، تیلدا سوینتن و آرلیس هاوارد بازیگران فیلم هستند. فینچر در این فیلم یک بار دیگر به سراغ سوژه مورد علاقه خود یعنی زندگی یک آدم‌کش زنجیره‌ای رفته‌است. آدم‌کش نخستین‌بار در هشتادمین دوره جشنواره فیلم ونیز رونمایی شد و سپس در تاریخ ۱۰ نوامبر ۲۰۲۳ توسط نتفلیکس منتشر شد. داستان فیلم درباره یک آدم‌کش مرموز و حرفه‌ای است که بعد از یک ماموریت ترور نافرجام از سوی نیروهای بالادستی خود مورد حمله و تعقیب قرار می‌گیرد. آدم‌کش با استقبال بسیار خوبی از سوی منتقدان مواجه شد و در زمینه کارگردانی فینچر، بازی فاسبندر و ارزش‌های فنی مورد تقدیر قرار گرفت. پیتر بردشاو در گاردین فیلم را با سامورایی (۱۹۶۷) اثر ژان-پیر ملویل مقایسه کرد.
پس از دو سال وقفه و اخبار گوناگون پیرامون پروژه بعدی فینچر؛ در آوریل ۲۰۲۵ خبری غیرمنتظره منتشر شد و به صورت رسمی اعلام گردید که فینچر قرار است دنباله فیلم روزی روزگاری در هالیوود (۲۰۱۹) را بر اساس فیلم‌نامه‌ای از کوئنتین تارانتینو کارگردانی کند. داستان فیلم اصلی در سال ۱۹۶۹ و در لس آنجلس رخ می‌دهد و ماجرای یک بازیگر تلویزیونی رو به افول به‌نام ریک دالتون را دنبال می‌کند که به همراه بدلکار خود، کلیف بوث در جستجوی راهی برای موفقیت در هالیوود هستند. تارانتینو اعلام کرد که دنباله فیلم بر روی شخصیت کلیف بوث با بازی برد پیت تمرکز دارد که به عنوان کارچاق‌کن در یک استودیو مشغول کار شده است. تارانتینو ابتدا قصد داشت که خودش فیلم را کارگردانی کند و عنوان منتقد فیلم را برای اثرش انتخاب کرده بود اما بعدا از این کار پشیمان شد و فیلم‌نامه را به نتفلیکس فروخت. ددلاین هالیوود ادعا کرد که فیلم با عنوان ماجراهای کلیف بوث در حال تولید است.

## کارگردانی و تکنیک‌ها

### الگوها
فینچر به مدرسه فیلم‌سازی نرفته یا دوره کارگردانی ندیده‌است. خودش معتقد است در امر کارگردانی تحت تأثیر جرج روی هیل، آلفرد هیچکاک، استنلی کوبریک، آلن جی پاکولا و مارتین اسکورسیزی است و از آن‌ها الگو گرفته‌است. همچنین فینچر از آثاری مثل پنجره عقبی (۱۹۵۴)، لورنس عربستان (۱۹۶۲)، فارغ‌التحصیل (۱۹۶۷)، ماه کاغذی (۱۹۷۳)، دیوارنویسی آمریکایی (۱۹۷۳)، آرواره‌ها (۱۹۷۵)، همه مردان رئیس‌جمهور (۱۹۷۶)، راننده تاکسی (۱۹۷۶)، برخورد نزدیک از نوع سوم (۱۹۷۷) و زلیگ (۱۹۸۳) به عنوان فیلم‌های الهام‌بخش و مورد علاقه خود نام برده‌است. او فیلم اتاق پناهگاه خود را ترکیبی از دو فیلم پنجره عقبی و سگ‌های پوشالی (۱۹۷۱) توصیف می‌کند. در جریان ساخت فیلم هفت، فینچر به داریوش خنجی، فیلم‌بردار آن کار گفته بود که از دو فیلم ارتباط فرانسوی (۱۹۷۱) و کلوت (۱۹۷۱) و همچنین آثار رابرت فرانک برای خلق تصاویر فیلم الهام بگیرد. فینچر علاقه زیادی به ساخت تیتراژهایی خاص برای آثارش دارد و عموماً از طراحی‌های گرافیکی در آن‌ها استفاده می‌کند. او برای این کار از آثار سال بس الهام می‌گیرد که برای بسیاری از کارگردانان بزرگ از جمله هیچکاک و کوبریک، تیتراژ طراحی کرده‌است.

### روش
«لحظاتی در فیلم‌سازی وجود دارد که شبیه هیچ کار دیگری نیست. نه شبیه نوشتن است و نه شبیه تئاتر. با هنرهای اجرایی و مجسمه‌سازی نیز قابل قیاس نیست. این یک رشته تخصصی است. هیچ چیز شبیه آن لحظه‌ای نیست که شما حس می‌کنید چیزی در درونتان به وجود آمده. با خود می‌گویید واو! در این داستان نکته‌ای است که خود نویسنده کتاب متوجه آن نشده اما شما به عنوان کسی که حتی ممکن است منابع را مطالعه نکرده باشید به آن پی برده‌اید. در پیش تولید، این مورد برای من بسیار هیجان‌انگیز است.»

—فینچر دربارهٔ یافتن تصادفی در روند کارگردانی
روند ساخت آثار فینچر همواره با تحقیق، پژوهش و آماده‌سازی گسترده در پیش تولید همراه است. خودش در این مورد گفته که برای هر پروژه، کارها به صورت متفاوتی پیش می‌رود: «من از خواندن فیلم‌نامه‌هایی که می‌توانید آن را در ذهن خود ترسیم کنید بسیار لذت می‌برم. من عاشق مرحله انتخاب بازیگر و انجام تمرینات هستم. من از جلسات و ملاقات‌های حضوری که در آن‌ها کار همان‌طور که باید پیش برود بسیار لذت می‌برم.» فینچر اعتراف می‌کند که روحیاتی یکه‌سالاری در کار دارد و دوست دارد تمامی جنبه‌های تولید فیلم را به صورت کامل، مدیریت و کنترل کند. سیگورهان سایتوسن، تهیه‌کننده‌ای که برای دهه‌ها با فینچر همکاری کرده‌است دربارهٔ او می‌گوید: «فینچر همیشه یک شورشی بوده. او همواره وضعیت موجود را به چالش می‌کشد.»
فینچر به کمال‌گرایی و وسواس و دقتش در جزئیات مشهور است. او برای آنکه مطمئن شود یک بازیگر برای نقشی مناسب است یا خیر، تحقیقات بسیاری انجام می‌دهد. یکی از همکاران فینچر به نام مکس دالی دربارهٔ این خصوصیت او گفته: «دیوید در یافتن جزئیاتی که از قلم افتاده و کسی به آن‌ها توجه نکرده بسیار خوب است. او بیش‌تر از هرکسی می‌داند.» لورا زیسکین دربارهٔ فینچر گفته: «او به طرز ترسناکی باهوش است. باهوش‌تر از همه افراد حاضر در اتاق. فینچر مرحله تدوین را جوری مدیریت می‌کند انگار با مسائل ریاضی سروکله می‌زند.» آنگوس وال که در بسیاری از آثار فینچر به عنوان تدوین‌گر حضور داشته دربارهٔ تجربه همکاری خود با او در فیلم زودیاک گفته: «شبیه کنار هم گذاشتن قطعات یک ساعت سوئیسی بود. تمامی قطعات به زیبایی با یکدیگر جفت شدند. فینچر فوق‌العاده خاص است. او هرگز به آرامش نمی‌رسد. خلوصی در او وجود دارد که در کارهایش نیز نمایان است.»
در کار با بازیگران، فینچر هر صحنه را بارها و بارها فیلم‌برداری کرده و برداشت‌های زیادی ضبط می‌کند تا صحنه دقیقاً همان‌طور که مد نظرش است از کار در بیاید. برای مثال، فینچر از یکی از صحنه‌های زودیاک ۷۰ برداشت ضبط کرد که این سخت‌گیری او، اعتراض جیک جیلنهال را به دنبال داشت. سکانس افتتاحیه شبکه اجتماعی در ۹۹ برداشت ضبط شد. رونی مارا بازیگر آن صحنه می‌گوید که فینچر از به چالش کشیدن افراد لذت می‌برد. فینچر در دختر گم‌شده به ضبط حداقل پنجاه برداشت کمتر در تمامی صحنه‌ها رضایت نداد. گزارش شد که فیلم‌برداری یک سکانس ۹ دقیقه‌ای از مجموعه تلویزیونی شکارچی ذهن یازده ساعت به طول انجامیده‌است. در بین آثار فینچر، منک از نظر تعداد برداشت رکوردهای عجیبی به نام خود ثبت کرده‌است. آماندا سایفرد گفته یکی از صحنه‌های مشترک او با گری اولدمن در طی یک هفته و ۲۰۰ برداشت ضبط شده‌است. این یعنی فینچر رکورد استنلی کوبریک که یکی از صحنه‌های درخشش (۱۹۸۰) را ۱۲۷ برداشت گرفته بود شکسته‌است. گری اولدمن نیز اظهار داشت یکی از صحنه‌های مستی او در فیلم با بیش از ۱۰۰ برداشت ضبط شده‌است. فینچر دربارهٔ علت علاقه خود به گرفتن برداشت‌های متعدد گفته‌است: «من از خشک و عبوس بودن بازی‌ها متنفرم. معمولاً بعد از برداشت هفدهم به بعد این خشک بودن از بین می‌رود. یک صحنه از نظر اجرای بازیگر باید تا جایی که می‌تواند واقعی و طبیعی باشد.» برخی از بازیگرانی که با فینچر همکاری داشته‌اند از این رویکرد استقبال کرده و می‌گویند گرفتن برداشت‌های زیاد باعث شده جزئیاتی از بازی آن‌ها مقابل دوربین اصلاح شود که پیش‌تر به آن توجهی نکرده بودند. تا به حال سه بازیگر مرد، یعنی برد پیت، جسی آیزنبرگ و گری اولدمن و چهار بازیگر زن شامل رونی مارا، رزمند پایک، تراجی پی. هنسون و آماندا سایفرد برای همکاری‌های خود با فینچر نامزد کسب جایزه اسکار بازیگری شده‌اند. در مقابل، گروهی دیگر از بازیگران انتقاداتی را نسبت سخت‌گیری‌های فینچر داشته‌اند. برای مثال، آر. لی ارمی که در هفت با فینچر همکاری کرده دربارهٔ او گفته: «فینچر به جای بازیگر، عروسک می‌خواهد که فقط کار او را انجام دهند. او اجازه خلاقیت به بازیگران نمی‌دهد.»
فینچر علاقه بسیاری به دوربین‌های دیجیتال شرکت رِد دارد زیرا این دوربین‌ها به او اجازه می‌دهد با نور طبیعی و کم نیز تصاویر خوبی ضبط کند. فینچر ترجیح می‌دهد چندان از سیستم‌های نورپردازی استودیویی استفاده نکند. فینچر بسیار زیاد از فناوری سی‌جی‌آی و جلوه‌های ویژه رایانه‌ای استفاده می‌کند هرچند تماشاگر در بیش‌تر لحظات ابداً متوجه این مسئله نمی‌شود. او از جلوه‌های رایانه‌ای برای خلق جزئیاتی مثل سایه‌ها، آتش، نور و حتی رنگ برگ‌های درختان در پس زمینه تصویر استفاده می‌کند. بسیاری از بخش‌های سکانس تعقیب و گریز در لحظات پایانی فیلم دختری با خالکوبی اژدها تماماً به صورت رایانه‌ای ساخته شده‌است. فینچر چندان اهل استفاده از دوربین روی دست نیست و اتفاقاً دوست دارد دوربین بر روی سه‌پایه قرار بگیرد تا لرزشی در آن وجود نداشته باشد: «دوربین روی دست تکنیکی است که از نظر روانی بسیار قدرتمند است و وقتی باید از آن استفاده شود که معنای خاصی داشته باشد. من دوست ندارم با حرکات و لرزش دوربین روی دست در صحنه، مفهومی را به بیننده القا کنم که وجود ندارد.» فینچر همچنین از تکنیک‌های فیلم‌برداری بدون دخالت دست نیز استفاده کرده که نمونه مشهور آن در فیلم اتاق وحشت رقم می‌خورد؛ جایی که دوربین به صورت رها و آزادانه در فضای خانه می‌چرخد تا حس زیرنظر گرفته شدن را تداعی کند.

### سبک کارگردانی و درون‌مایه آثار
تیلت، پن و ترکینگ‌ سه حرکت اصلی دوربین فیلم‌برداری هستند که در تمامی فیلم و سریال‌ها می‌توان آن‌ها را مشاهده کرد اما فینچر یک راه بسیار اختصاصی برای به‌کارگیری این حرکات دارد که مهم‌ترین ویژگی بصری آثارش را خلق می‌کند. فینچر دوربین خود را از نظر سرعت و جهت حرکت با بازیگر داخل قاب تطبیق می‌دهد. برای مثال اگر شخصیتی در حال دویدن باشد، دوربین در جهتی که او می‌دود و دقیقاً با همان سرعت حرکت می‌کند. هنگامی که بازیگر ایستاده، دوربین هم متوقف است و تمرکزش را از او برنمی‌دارد. میزان حرکت دوربین با وضعیت فیزیکی بازیگر در آثار فینچر تطابق کامل دارد. دوربین او حتی یک حرکت ساده مثل برخاستن از روی صندلی را با تنظیم قاب و حرکت دوربین ثبت می‌کند تا سوژه همواره در نقطه تمرکز دوربین باشد. این مسئله باعث می‌شود تا بیننده در رفتارهای شخصیتی که آن را در قاب می‌بیند قفل شده و تمام حرکات او را متوجه شود که این در نهایت، به تعامل احساسی بین تماشاگر و شخصیت ختم می‌شود. سابقه موزیک ویدئوی فینچر در سلیقه خاص فیلم‌برداری او تأثیرات زیادی گذاشته‌است. فینچر معتقد است که المان‌های بصری باید تجربه شنیداری مخاطب را تشدید کنند. برای مثال او با کم کردن صداها، اجازه می‌دهد تا نمای یک رقص پیش از پایان صحنه به اتمام برسد. حرکات دوربین نیز با ضرباهنگ موسیقی به‌طور کامل هماهنگ هستند.
برخی از افراد فینچر را به دلایل ویژگی‌های خاص آثارش، مؤلف می‌دانند گرچه خود فینچر از این عنوان بدش می‌آید و آن را قبول ندارد. در بسیاری از آثار فینچر می‌توان المان‌های فیلم نوآر و نئو-نوآر را مشاهده کرد. دیگر ویژگی بصری فیلم‌های فینچر، استفاده او از تک رنگ‌هایی خاص است تا حس اشباع رنگ در محیط را به مخاطب منتقل کند. فینچر از سه رنگ آبی، زرد و سبز بسیار استفاده می‌کند که همواره نشان دهنده احوالات شخصیت‌های داستان است. دختری با خالکوبی اژدها اوج کار فینچر در این زمینه است که در آن به طرز افراطی از رنگ‌های اشباع شده در صحنه‌ها استفاده شده‌است. اریک مسراشمیت مدیر فیلم‌برداری که در شکارچی ذهن و منک با فینچر همکاری کرده توضیح داده که رنگ خاص فیلم‌های فینچر بیش‌تر از آنکه برآمده از نورپردازی باشند از طراحی عناصر مختلف صحنه، وسایل و لباس‌های بازیگران و ترکیب رنگ این موارد با یکدیگر به دست می‌آید: «در شکارچی ذهن از دو رنگ اشباع شده سبز-زرد در صحنه استفاده کردیم تا بتوانیم احساس آن دوره تاریخی را بازسازی کنیم.» نورپردازی در آثار فینچر عموماً به صورت جزئی و کم رخ می‌دهد تا از این طریق، سایه‌های دقیق و برجسته خلق شود که او بسیار به آن علاقه دارد. فینچر در پاسخ به این سؤال که چرا نورپردازی کم را ترجیح می‌دهد گفته: «نور زیاد باعث می‌شود پوست بازیگر، غیرطبیعی و روشن جلوه کند. نور و رنگ‌ها در فیلم‌های من نشان دهنده دیدگاه من به دنیای اطرافم است.»
آثار فینچر دارای درون‌مایه‌های متفاوتی همچون ازخودبیگانگی اجتماعی و انسانیت‌زدایی در دوران مدرن هستند. به غیر مضامین گسترده‌ای مثل تقابل خیر و شر، شخصیت‌های فیلم‌های فینچر عموماً انسان‌های منزوی و باهوش هستند که نمی‌توانند در چارچوبی قرار بگیرند که جامعه برای آنان تعیین کرده‌است. آنان از مواردی همچون اضطراب، تنهایی و مشکلاتی روحی دیگر رنج برده و قادر نیستند با دیگران ارتباط برقرار کرده و در برخوردهای اجتماعی ضعیف هستند. در هفت، زودیاک و شبکه اجتماعی مضامین فشار و اختلال وسواسی-جبری به چشم می‌خورد که باعث سقوط اخلاقی شخصیت‌های داستان می‌شود. پیرس مک‌کارتی دربارهٔ این ویژگی گفته: «قهرمانان فیلم‌های فینچر کنترلی بر روی اعمال خود ندارند و کاملاً در معرض انگیزه‌های تاریک‌تر و درونی هستند.» فینچر در سال ۲۰۱۷ در مصاحبه با مجله اسکوایر دربارهٔ علاقه خود به موضوعاتی با درون‌مایه‌های تاریک و شوم گفته: «در هر محله‌ای زندگی کردیم، همیشه خانه‌ای ترسناک وجود داشت که بچه‌ها از خود سؤال می‌کردند در آن جا چه خبر است؟ ما همیشه تلاش داریم مسائل شوم را به چیزهای دنیوی مرتبط کنیم تا جالب‌تر به نظر برسند. فکر کنم دلیل این موضوع این باشد که هرچیز شیطانی خود را ظاهری دیگر نشان می‌دهد.» فینچر همچنین گفته: «به عقیده من آدم‌ها به راحتی از مسیر خود منحرف می‌شوند. من به این موضوع باور دارم… اصلاً یک جورهایی پایه و اساس شغل من همین است!»

### همکاران

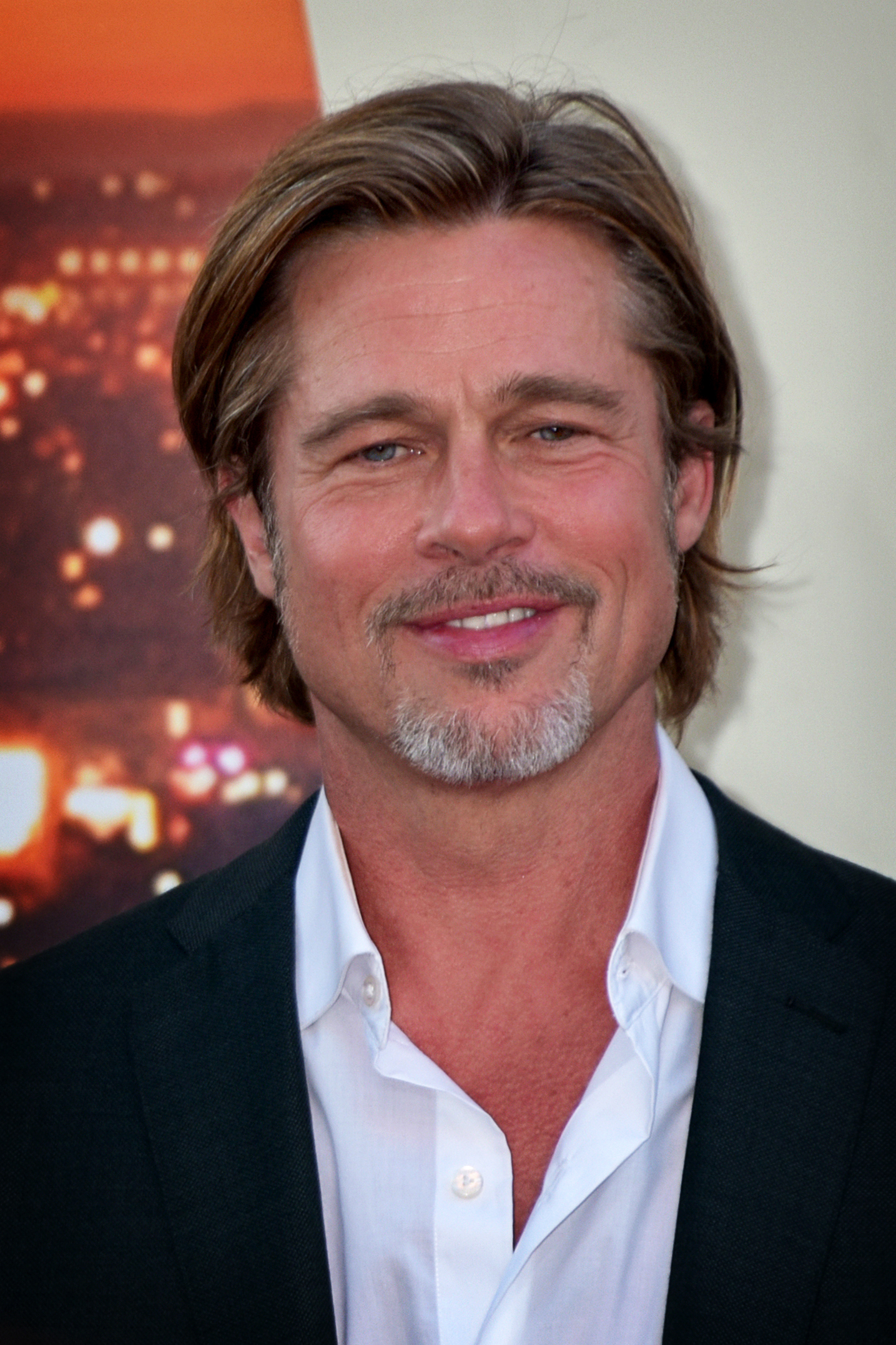
برد پیت در سه فیلم به عنوان بازیگر با فینچر همکاری کرده‌است.

فینچر در طول دوران فعالیت خود با افراد بسیاری همکاری‌های مشترک زیادی داشته و به گروه خود وفادار است. به عنوان کارگردان موزیک ویدئو، فینچر پنج بار با پائولا عبدل و چهار بار با مدونا و ریک اسپرینگفیلد همکاری کرده‌است. برد پیت بازیگری است که سه بار جلوی دوربین فینچر رفته‌است. فینچر دربارهٔ پیت گفته: «چه در مقابل و چه در پشت دوربین، برد آدمی قابل ستایش است. او با خود بسیار راحت است.» رونی مارا، جرد لتو، چارلز دنس، زک گرینیر، الیاس کوتیاس، هولت مک‌کالانی، جان گتز، مایکل ماسی و باب استیفنسن از دیگر بازیگرانی هستند که حداقل دوبار با فینچر همکاری کرده‌اند.
برادران داست که موسیقی متن فیلم باشگاه مشت‌زنی را برای فینچر ساخته بودند پیش از آن تجربه ساخت موسیقی فیلم را نداشتند و فینچر این فرصت را به آن‌ها داد. این دو برادر در توصیف همکاری خود با فینچر گفتند: «او ابداً ما را تحت فشار نگذاشت و مدام به ما نمی‌گفت که چه کنیم. تنها درخواستی که او از ما کرد این بود که چیزی بسازیم که به اندازه موسیقی فارغ‌التحصیل (۱۹۶۷) شنیدنی باشد.» ترنت رزنر و آتیکوس راس که هردو عضو گروه موسیقی ناین اینچ نیلز هستند از زمان شبکهٔ اجتماعی تا به حال، موسیقی متن تمامی فیلم‌های فینچر را ساخته‌اند که برایشان جایزه اسکار را به همراه داشته‌است. آن‌ها همکاری خود با فینچر را «محترمانه و الهام‌بخش» توصیف کرده‌اند هرچند به شوخی گفته‌اند که او هربار بیش‌تر از قبل سخت‌گیری می‌کند. آشنایی فینچر با این دو نفر زمانی رقم خورد که او یکی از آهنگ‌های ناین اینچ نیلز به نام نزدیک‌تر را ریمیکس کرده و از آن به عنوان تیتراژ فیلم هفت استفاده کرد. موسیقی سه فیلم هفت، بازی و اتاق وحشت نیز توسط هاوارد شور ساخته شده‌است.
داریوش خنجی و جف کرونن‌وث از جمله فیلم‌بردارانی هستند که با فینچر همکاری کرده‌اند. خنجی دربارهٔ فینچر گفته‌است: «فینچر مستحق اعتبار زیادی است. تأثیرات او روی من باعث شد به سوی کارهای تجربی بیش‌تری بروم و مرا به جایی رساند که اکنون هستم.» رن کلایس طراح صدا محبوب فینچر است که از سال ۱۹۹۵ تاکنون بارها با او همکاری کرده‌است. آنگوس وال تدوین‌گری است که از سال ۱۹۸۸ تا به الان در هفت فیلم فینچر با او همکاری کرده‌است. همچنین دونالد گراهام برت یک طراح تولید است که در شش فیلم فینچر حضور پیدا کرده. باب واگنر با تجربه شش همکاری، دستیار نخست کارگردان محبوب فینچر است. لاری می‌فیلد نیز به مدت ۲۰ سال، به عنوان بازیگردان در پروژه‌های فینچر حضور دارد. فینچر طی یک مصاحبه در سال ۲۰۱۰ گفته‌است: «لازم نیست همه همکاران خود را دوست داشته باشید، اما باید به آن‌ها احترام بگذارید.»

## زندگی شخصی
فینچر در سال ۱۹۹۰ با دنیا فیورنتینو، خواهر لیندا فیورنتینو، که یک مدل بود ازدواج کرد. دختر آن‌ها فیلیکس ایموجن در سال ۱۹۹۴ به دنیا آمد. یک سال بعد و در ۱۹۹۵ فینچر از همسرش جدا شد. فینچر در سال ۱۹۹۶ با سون چفین ازدواج کرد و اکنون نیز با او زندگی می‌کند. چفین از زمان فیلم بازی تا به حال به عنوان تهیه‌کننده در تمامی آثار شوهرش حضور داشته‌است. فینچر دیگر هرگز بچه‌دار نشد.

## فیلم‌شناسی
| سال  | عنوان                  | توزیع‌کننده                             |
| ---- | ---------------------- | -------------------------------------- |
| ۱۹۹۲ | بیگانه ۳               | فاکس قرن بیستم                         |
| ۱۹۹۵ | هفت                    | نیو لاین سینما                         |
| ۱۹۹۷ | بازی                   | پلی‌گرم انترتینمنت                      |
| ۱۹۹۹ | باشگاه مشت‌زنی          | فاکس قرن بیستم                         |
| ۲۰۰۲ | اتاق وحشت              | گروه سینمایی سونی پیکچرز               |
| ۲۰۰۷ | زودیاک                 | پارامونت پیکچرز / برادران وارنر پیکچرز |
| ۲۰۰۸ | مورد عجیب بنجامین باتن | پارامونت پیکچرز / برادران وارنر پیکچرز |
| ۲۰۱۰ | شبکهٔ اجتماعی           | سونی پیکچرز                            |
| ۲۰۱۱ | دختری با خالکوبی اژدها | سونی پیکچرز                            |
| ۲۰۱۴ | دختر گم‌شده             | فاکس قرن بیستم                         |
| ۲۰۲۰ | منک                    | نتفلیکس                                |
| ۲۰۲۳ | آدم‌کش                  | نتفلیکس                                |

| سال        | عنوان             | شبکه    |
| ---------- | ----------------- | ------- |
| ۲۰۱۳–۲۰۱۸  | خانه پوشالی       | نتفلیکس |
| ۲۰۱۷–۲۰۱۹  | شکارچی ذهن        | نتفلیکس |
| ۲۰۱۹-اکنون | عشق، مرگ و ربات‌ها | نتفلیکس |
| ۲۰۲۱       | تماشا             | نتفلیکس |

| سال  | عنوان               | هنرمند          |
| ---- | ------------------- | --------------- |
| ۱۹۸۹ | «جین یک تفنگ دارد»  | ایروسمیث        |
| ۱۹۸۹ | «خودت را بیان کن»   | مدونا           |
| ۱۹۸۹ | «آه پدر»            | مدونا           |
| ۱۹۹۰ | «آزادی! ۹۰»         | جرج مایکل       |
| ۱۹۹۰ | «وگ»                | مدونا           |
| ۱۹۹۱ | «او کیست»           | مایکل جکسون     |
| ۱۹۹۳ | «دختر بد»           | مدونا           |
| ۱۹۹۴ | «عشق قدرتمند است»   | رولینگ استونز   |
| ۲۰۰۰ | «جودیث»             | آ پرفکت سرکل    |
| ۲۰۱۳ | «کت شلوار و کراوات» | جاستین تیمبرلیک |

## بازخورد

### منتقدان
| فیلم                   | راتن تومیتوز  | متاکریتیک   |
| ---------------------- | ------------- | ----------- |
| بیگانه ۳               | ۴۸٪ (۶۳ نقد)  | ۵۹ (۲۰ نقد) |
| هفت                    | ۸۲٪ (۸۰ نقد)  | ۶۵ (۲۲ نقد) |
| بازی                   | ۷۵٪ (۶۱ نقد)  | ۶۱ (۱۹ نقد) |
| باشگاه مشت‌زنی          | ۷۹٪ (۱۷۸ نقد) | ۶۶ (۳۵ نقد) |
| اتاق وحشت              | ۷۵٪ (۱۸۷ نقد) | ۶۵ (۳۶ نقد) |
| زودیاک                 | ۸۹٪ (۲۵۷ نقد) | ۷۸ (۴۰ نقد) |
| مورد عجیب بنجامین باتن | ۷۱٪ (۲۵۸ نقد) | ۷۰ (۳۷ نقد) |
| شبکهٔ اجتماعی           | ۹۶٪ (۳۲۷ نقد) | ۹۵ (۴۲ نقد) |
| دختری با خالکوبی اژدها | ۸۷٪ (۲۵۳ نقد) | ۷۱ (۴۱ نقد) |
| دختر گم‌شده             | ۸۷٪ (۳۶۴ نقد) | ۷۹ (۴۹ نقد) |
| منک                    | ۸۳٪ (۳۳۳ نقد) | ۷۹ (۵۰ نقد) |
| آدم‌کش                  | ۸۶٪ (۲۶۳ نقد) | ۷۳ (۵۸ نقد) |

### گیشه
| فیلم                   | سال ساخت        | فروش کل                 | فروش کل                   | فروش کل                   | بودجه                 |
| فیلم                   | سال ساخت        | آمریکا شمالی و کانادا   | دیگر کشورها               | جهانی                     | بودجه                 |
| ---------------------- | --------------- | ----------------------- | ------------------------- | ------------------------- | --------------------- |
| بیگانه ۳               | ۲۲ مه ۱۹۹۲      | ۵۵٬۴۷۳٬۵۴۵ میلیون دلار  | ۱۰۴٬۳۴۰٬۹۵۳ میلیون دلار   | ۱۵۹٬۸۱۴٬۴۹۸ میلیون دلار   | ۵۰ میلیون دلار        |
| هفت                    | ۲۲ سپتامبر ۱۹۹۵ | ۱۰۰٬۱۲۵٬۶۴۳ میلیون دلار | ۲۲۷٬۱۸۶٬۲۱۶ میلیون دلار   | ۳۲۷٬۳۱۱٬۸۵۹ میلیون دلار   | ۳۳ میلیون دلار        |
| بازی                   | ۱۲ سپتامبر ۱۹۹۷ | ۴۸٬۳۲۳٬۶۴۸ میلیون دلار  | ۶۱٬۱۰۰٬۰۰۰ میلیون دلار    | ۱۰۹٬۴۲۳٬۶۴۸ میلیون دلار   | ۵۰ میلیون دلار        |
| باشگاه مشت‌زنی          | ۱۵ اکتبر ۱۹۹۹   | ۳۷٬۰۳۰٬۱۰۲ میلیون دلار  | ۶۳٬۸۲۳٬۶۵۱ میلیون دلار    | ۱۰۰٬۸۵۳٬۷۵۳ میلیون دلار   | ۶۳ میلیون دلار        |
| اتاق وحشت              | ۲۹ مارس ۲۰۰۲    | ۹۶٬۳۹۷٬۳۳۴ میلیون دلار  | ۱۰۰٬۰۰۰٬۰۸۱ میلیون دلار   | ۱۹۶٬۳۹۷٬۴۱۵ میلیون دلار   | ۴۸ میلیون دلار        |
| زودیاک                 | ۲ مارس ۲۰۰۷     | ۳۳٬۰۸۰٬۰۸۴ میلیون دلار  | ۵۱٬۷۰۵٬۸۳۰ میلیون دلار    | ۸۴٬۷۸۵٬۹۱۴ میلیون دلار    | ۶۵ میلیون دلار        |
| مورد عجیب بنجامین باتن | ۲۵ دسامبر ۲۰۰۸  | ۱۲۷٬۵۰۹٬۳۲۶ میلیون دلار | ۲۰۶٬۴۲۲٬۷۵۷ میلیون دلار   | ۳۳۳٬۹۳۲٬۰۸۳ میلیون دلار   | ۱۵۰ میلیون دلار       |
| شبکه اجتماعی           | ۱ اکتبر ۲۰۱۰    | ۹۶٬۹۶۲٬۶۹۴ میلیون دلار  | ۱۲۷٬۹۵۷٬۶۲۱ میلیون دلار   | ۲۲۴٬۹۲۰٬۳۱۵ میلیون دلار   | ۴۰ میلیون دلار        |
| دختری با خالکوبی اژدها | ۲۰ دسامبر ۲۰۱۱  | ۱۰۲٬۰۶۸٬۸۸۸ میلیون دلار | ۱۳۰٬۱۰۱٬۶۳۷ میلیون دلار   | ۲۳۲٬۶۱۷٬۴۳۰ میلیون دلار   | ۹۰ میلیون دلار        |
| دختر گم‌شده             | ۳ اکتبر ۲۰۱۴    | ۱۶۷٬۲۳۸٬۵۱۰ میلیون دلار | ۱۹۹٬۷۰۰٬۰۰۰ میلیون دلار   | ۳۶۶٬۹۳۸٬۵۱۰ میلیون دلار   | ۶۱ میلیون دلار        |
| منک                    | ۱۳ نوامبر ۲۰۲۰  | بدون اکران گسترده       | ۷۴٬۷۵۱ هزار دلار          | ۹۹٬۷۵۲ هزار دلار          | ۲۵ میلیون دلار        |
| آدم‌کش                  | ۲۷ اکتبر ۲۰۲۳   | بدون اکران گسترده       | اعلام نشد                 | ۴۵۲٬۲۰۸ هزار دلار         | بیش از ۱۰ میلیون دلار |
| مجموع                  | مجموع           | ۸۵۸٬۷۶۴٬۲۶۴ میلیون دلار | ۱٬۲۴۶٬۱۱۳٬۲۲۷ میلیون دلار | ۲٬۱۳۶٬۶۴۸٬۰۰۲ میلیون دلار | ۶۸۵ میلیون دلار       |

## جوایز و افتخارات
تیم واکر از ایندیپندنت عملکرد فینچر را ستایش کرده و دربارهٔ او نوشته‌است: «تصویری که او از روان مدرنیته به ما نشان داده دارای قدرت و دقتی است که فیلم‌سازان معدودی می‌توانند با آن برابری کنند» گاردین در سال ۲۰۰۳، نام فینچر را در میان ۴۰ کارگردان برتر دنیا قرار داد. نام فینچر در سال ۲۰۱۲ نیز در این فهرست تکرار شد و گاردین او را به دلیل «توانایی در حفظ لحن و تنش» در آثارش تحسین کرد. در سال ۲۰۱۶، نام زودیاک و شبکه اجتماعی در فهرست صد فیلم برتر قرن بیست و یکم بی‌بی‌سی مشاهده شد. به غیر از آثار سینمایی، فینچر بارها به علت موزیک ویدئوهای خلاقانه خود مورد ستایش منتقدان قرار گرفته‌است.
| سال   | فیلم                   | جوایز اسکار | جوایز اسکار | جوایز فیلم بفتا | جوایز فیلم بفتا | جوایز گلدن گلوب | جوایز گلدن گلوب |
| سال   | فیلم                   | نامزد       | برنده       | نامزد           | برنده           | نامزد           | برنده           |
| ----- | ---------------------- | ----------- | ----------- | --------------- | --------------- | --------------- | --------------- |
| ۱۹۹۲  | بیگانه ۳               | ۱           |             | ۱               |                 |                 |                 |
| ۱۹۹۵  | هفت                    | ۱           |             | ۱               |                 |                 |                 |
| ۱۹۹۹  | باشگاه مشت‌زنی          | ۱           |             |                 |                 |                 |                 |
| ۲۰۰۸  | مورد عجیب بنجامین باتن | ۱۳          | ۳           | ۱۱              | ۳               | ۵               |                 |
| ۲۰۱۰  | شبکهٔ اجتماعی           | ۸           | ۳           | ۶               | ۳               | ۶               | ۴               |
| ۲۰۱۱  | دختری با خالکوبی اژدها | ۵           | ۱           | ۲               |                 | ۲               |                 |
| ۲۰۱۴  | دختر گم‌شده             | ۱           |             | ۲               |                 | ۴               |                 |
| ۲۰۲۰  | منک                    | ۱۰          | ۲           | ۶               | ۱               | ۶               |                 |
| مجموع | مجموع                  | ۴۰          | ۹           | ۲۹              | ۷               | ۲۳              | ۴               |

جوایز بازیگری
| سال                                   | بازیگر          | فیلم                   | نتیجه    |
| ------------------------------------- | --------------- | ---------------------- | -------- |
| جایزه اسکار بهترین بازیگر مرد         |                 |                        |          |
| ۲۰۰۸                                  | برد پیت         | مورد عجیب بنجامین باتن | نامزدشده |
| ۲۰۱۰                                  | جسی آیزنبرگ     | شبکه اجتماعی           | نامزدشده |
| ۲۰۲۰                                  | گری اولدمن      | منک                    | نامزدشده |
| جایزه اسکار بهترین بازیگر زن          |                 |                        |          |
| ۲۰۱۱                                  | رونی مارا       | دختری با خالکوبی اژدها | نامزدشده |
| ۲۰۱۴                                  | رزمند پایک      | دختر گم‌شده             | نامزدشده |
| جایزه اسکار بهترین بازیگر نقش مکمل زن |                 |                        |          |
| ۲۰۰۸                                  | تراجی پی. هنسون | مورد عجیب بنجامین باتن | نامزدشده |
| ۲۰۲۰                                  | آماندا سایفرد   | منک                    | نامزدشده |

## واژه‌نامه
1. ↑  Claire Mae
2. ↑  KOBI
3. ↑  Twice Upon a Time
4. ↑  The Beat of the Live Drum
5. ↑  Paul Rachman
6. ↑  Martha Davis
7. ↑  Freedom! '90
8. ↑  Cradle of Love
9. ↑  Director's Cut: Picturing Hollywood in the 21st Century
10. ↑  Love Is Strong
11. ↑  John Wrathall
12. ↑  6th Avenue Heartache
13. ↑  The Wallflowers
14. ↑  John Brancato
15. ↑  Michael Ferris
16. ↑  Tyler Durden
17. ↑  Zodiac Unmasked
18. ↑  Robert Graysmith
19. ↑  Thomson Viper
20. ↑  The Accidental Billionaires
21. ↑  Ben Mezrich
22. ↑  Red Digital Cinema
23. ↑  Philip French
24. ↑  Zoe Barnes
25. ↑  Dave Cullen
26. ↑  Nick Dunne
27. ↑  John Douglas
28. ↑  Alexis Nolent
29. ↑  Sigurjón Sighvatsson
30. ↑  Max Daly
31. ↑  Tracking
32. ↑  Erik Messerschmidt
33. ↑  Piers McCarthy
34. ↑  Dust Brothers
35. ↑  Ren Klyce
36. ↑  Donald Graham Burt
37. ↑  Bob Wagner
38. ↑  Laray Mayfield
39. ↑  Donya Fiorentino
40. ↑  Phelix Imogen
41. ↑  Tim Walker